# Élections municipales de 2014 en Gironde
Les élections municipales en Gironde se sont déroulées les 23 et 30 mars 2014.

## Maires sortants et maires élus
La gauche cède du terrain en s'inclinant à Artigues-près-Bordeaux, Carbon-Blanc, Coutras, Hourtin, Pessac, Saint-Jean-d'Illac, Salles et Vayres face à la droite. Elle remporte Mios, Sadirac et Saint-Sulpice-et-Cameyrac. Dans l'arrière-pays, l'UDI progresse avec des succès à Lanton, au Taillan-Médoc, Pauillac et Saint-Ciers-sur-Gironde face à la gauche. Le MoDem réalise lui aussi une percée avec leurs victoires à Castelnau-de-Médoc et Saint-Médard-en-Jalles et leur maintien à Talence. Hormis un revers à Lacanau, la droite enregistre un bilan positif avec la reconduction d'Alain Juppé, ancien ministre et maire UMP de Bordeaux, et devient ainsi majoritaire dans le département grâce à ses gains.
| Commune                   | Population | Maire sortant             | Parti | Parti   | Maire élu                 | Parti | Parti   |
| ------------------------- | ---------- | ------------------------- | ----- | ------- | ------------------------- | ----- | ------- |
| Ambarès-et-Lagrave        | 13 422     | Michel Héritié            |       | PS      | Michel Héritié            |       | PS      |
| Andernos-les-Bains        | 11 209     | Philippe Pérusat          |       | UMP     | Jean-Yves Rosazza         |       | DVD     |
| Arcachon                  | 10 776     | Yves Foulon               |       | UMP     | Yves Foulon               |       | UMP     |
| Arès                      | 5 724      | Jean-Guy Perrière         |       | UMP     | Jean-Guy Perrière         |       | UMP     |
| Arsac                     | 3 215      | Jean-Gérard Dubo          |       | UMP     | Jean-Gérard Dubo          |       | UMP     |
| Artigues-près-Bordeaux    | 7 290      | Jean-Claude Bergougnoux   |       | PS      | Anne-Lise Jacquet         |       | UMP     |
| Audenge                   | 6 367      | Nathalie Le Yondre        |       | PS      | Nathalie Le Yondre        |       | PS      |
| Bassens                   | 6 944      | Jean-Pierre Turon         |       | PS      | Jean-Pierre Turon         |       | PS      |
| Bazas                     | 4 709      | Bernard Bosset            |       | UMP     | Bernard Bosset            |       | UMP     |
| Bègles                    | 25 119     | Noël Mamère               |       | Ex EELV | Noël Mamère               |       | Ex EELV |
| Belin-Béliet              | 4 413      | Marie-Christine Lemonnier |       | UMP     | Marie-Christine Lemonnier |       | UMP     |
| Biganos                   | 9 760      | Bruno Lafon               |       | DVG     | Bruno Lafon               |       | DVG     |
| Blanquefort               | 15 106     | Véronique Ferreira        |       | PS      | Véronique Ferreira        |       | PS      |
| Blaye                     | 4 722      | Denis Baldès              |       | DVG     | Denis Baldès              |       | DVG     |
| Bordeaux                  | 239 399    | Alain Juppé               |       | UMP     | Alain Juppé               |       | UMP     |
| Bouliac                   | 3 140      | Jean-Pierre Favroul       |       | UMP     | Dominique Alcala          |       | UMP     |
| Bruges                    | 15 512     | Brigitte Terraza          |       | PS      | Brigitte Terraza          |       | PS      |
| Cadaujac                  | 5 098      | Francis Gazeau            |       | UMP     | Francis Gazeau            |       | UMP     |
| Canéjan                   | 5 157      | Bernard Garrigou          |       | PS      | Bernard Garrigou          |       | PS      |
| Carbon-Blanc              | 6 941      | Nicolas Madrelle          |       | PS      | Alain Turby               |       | DVD     |
| Carignan-de-Bordeaux      | 3 716      | Jean-François Jamet       |       | DVD     | Jean-François Jamet       |       | DVD     |
| Castelnau-de-Médoc        | 3 902      | Jean-Claude Durracq       |       | PS      | Éric Arrigoni             |       | MoDem   |
| Cenon                     | 22 131     | Alain David               |       | PS      | Alain David               |       | PS      |
| Cestas                    | 16 417     | Pierre Ducout             |       | PS      | Pierre Ducout             |       | PS      |
| Coutras                   | 8 062      | Marie-Claire Arnaud       |       | PS      | Jérôme Cosnard            |       | DVD     |
| Créon                     | 4 263      | Jean-Marie Darmian        |       | PS      | Pierre Gachet             |       | PS      |
| Eysines                   | 20 122     | Christine Bost            |       | PS      | Christine Bost            |       | PS      |
| Floirac                   | 16 522     | Jean-Jacques Puyobrau     |       | PS      | Jean-Jacques Puyobrau     |       | PS      |
| Gradignan                 | 23 355     | Michel Labardin           |       | DVD     | Michel Labardin           |       | DVD     |
| Gujan-Mestras             | 19 815     | Marie-Hélène des Esgaulx  |       | UMP     | Marie-Hélène des Esgaulx  |       | UMP     |
| Hourtin                   | 3 250      | Christophe Birot          |       | PS      | Jean-Marc Signoret        |       | DVD     |
| Izon                      | 5 359      | Anne-Marie Roux           |       | DVD     | Anne-Marie Roux           |       | DVD     |
| La Brède                  | 3 880      | Michel Dufranc            |       | UMP     | Michel Dufranc            |       | UMP     |
| La Réole                  | 4 178      | Bernard Castagnet         |       | PS      | Bruno Marty               |       | PS      |
| La Teste-de-Buch          | 24 505     | Jean-Jacques Eroles       |       | UMP     | Jean-Jacques Eroles       |       | UMP     |
| Lacanau                   | 4 460      | Jean-Michel David         |       | UMP     | Laurent Peyrondet         |       | MoDem   |
| Langon                    | 7 389      | Charles Vérité            |       | PS      | Philippe Plagnol          |       | Diss PS |
| Lanton                    | 6 201      | Christian Gaubert         |       | PS      | Marie Larrue              |       | UDI     |
| Latresne                  | 3 278      | Francis Delcros           |       | UMP     | Francis Delcros           |       | UMP     |
| Le Barp                   | 4 688      | Christiane Dornon         |       | UMP     | Christiane Dornon         |       | UMP     |
| Le Bouscat                | 23 075     | Patrick Bobet             |       | UMP     | Patrick Bobet             |       | UMP     |
| Le Haillan                | 9 282      | Bernard Labiste           |       | PS      | Andréa Kiss               |       | PS      |
| Le Pian-Médoc             | 5 818      | Didier Mau                |       | UMP     | Didier Mau                |       | UMP     |
| Le Taillan-Médoc          | 9 165      | Ludovic Freygefond        |       | PS      | Agnès Laurence-Versepuy   |       | UDI     |
| Le Teich                  | 6 842      | François Deluga           |       | PS      | François Deluga           |       | PS      |
| Lège-Cap-Ferret           | 7 907      | Michel Sammarcelli        |       | UMP     | Michel Sammarcelli        |       | UMP     |
| Léognan                   | 9 413      | Bernard Fath              |       | PS      | Bernard Fath              |       | PS      |
| Lesparre-Médoc            | 5 660      | Bernard Guiraud           |       | DVG     | Bernard Guiraud           |       | DVG     |
| Libourne                  | 23 681     | Philippe Buisson          |       | PS      | Philippe Buisson          |       | PS      |
| Lormont                   | 20 557     | Jean Touzeau              |       | PS      | Jean Touzeau              |       | PS      |
| Ludon-Médoc               | 4 213      | Joseph Forter             |       | PS      | Benoît Simian             |       | PS      |
| Macau                     | 3 530      | Chrystel Colmont-digneau  |       | PS      | Chrystel Colmont-digneau  |       | PS      |
| Marcheprime               | 4 462      | Serge Baudy               |       | PRG     | Serge Baudy               |       | PRG     |
| Martignas-sur-Jalle       | 7 207      | Michel Vernejoul          |       | PS      | Michel Vernejoul          |       | PS      |
| Mérignac                  | 65 882     | Michel Sainte-Marie       |       | PS      | Alain Anziani             |       | PS      |
| Mios                      | 7 545      | François Cazis            |       | DVD     | Cédric Pain               |       | PS      |
| Parempuyre                | 7 962      | Béatrice De François      |       | PS      | Béatrice De François      |       | PS      |
| Pauillac                  | 5 059      | Sébastien Hournau         |       | PS      | Florent Fatin             |       | UDI     |
| Pessac                    | 58 743     | Jean-Jacques Benoit       |       | PS      | Franck Raynal             |       | UMP     |
| Pineuilh                  | 4 371      | Jean-Pierre Chalard       |       | UMP     | Didier Teyssandier        |       | UMP     |
| Sadirac                   | 3 659      | Alain Stival              |       | UMP     | Daniel Coz                |       | PS      |
| Saint-André-de-Cubzac     | 9 874      | Célia Monseigne           |       | PS      | Célia Monseigne           |       | PS      |
| Saint-Aubin-de-Médoc      | 6 338      | Christophe Duprat         |       | UMP     | Christophe Duprat         |       | UMP     |
| Saint-Ciers-sur-Gironde   | 3 072      | Anne-Marie Plisson        |       | PS      | Valérie Ducout            |       | UDI     |
| Saint-Denis-de-Pile       | 5 172      | Alain Marois              |       | PS      | Alain Marois              |       | PS      |
| Saint-Jean-d'Illac        | 6 976      | Jacques Fergeau           |       | PS      | Hervé Seyve               |       | UMP     |
| Saint-Laurent-Médoc       | 4 278      | Jean-Marie Feron          |       | UMP     | Jean-Marie Feron          |       | UMP     |
| Saint-Loubès              | 8 113      | Pierre Durand             |       | PS      | Pierre Durand             |       | PS      |
| Saint-Médard-en-Jalles    | 28 348     | Serge Lamaison            |       | PS      | Jacques Mangon            |       | MoDem   |
| Saint-Seurin-sur-l'Isle   | 3 066      | Marcel Berthomé           |       | DVG     | Marcel Berthomé           |       | DVG     |
| Saint-Sulpice-et-Cameyrac | 4 419      | Claude Pulcrano           |       | DVD     | Pierre Jaguenaud          |       | DVG     |
| Sainte-Eulalie            | 4 622      | Hubert Laporte            |       | UDI     | Hubert Laporte            |       | UDI     |
| Salles                    | 6 271      | Vincent Nuchy             |       | PS      | Luc Dervillé              |       | UMP     |
| Talence                   | 40 763     | Alain Cazabonne           |       | MoDem   | Alain Cazabonne           |       | MoDem   |
| Tresses                   | 4 241      | Christian Soubie          |       | PS      | Christian Soubie          |       | PS      |
| Vayres                    | 3 490      | Hélène Maidon             |       | DVG     | Jacques Legrand           |       | DVD     |
| Villenave-d'Ornon         | 28 984     | Patrick Pujol             |       | UMP     | Patrick Pujol             |       | UMP     |

### Résultats en nombre de maires
| Partis       | Partis                               | Maires sortants | Maires élus | Évolution     |
| ------------ | ------------------------------------ | --------------- | ----------- | ------------- |
|              | Parti socialiste                     | 40              | 29          | 11            |
|              | Divers gauche                        | 5               | 5           | en stagnation |
|              | Europe Écologie Les Verts            | 1               | 1           | en stagnation |
|              | Parti radical de gauche              | 1               | 1           | en stagnation |
| Total gauche | Total gauche                         | 47              | 36          | 11            |
|              | Union pour un mouvement populaire    | 23              | 25          | 2             |
|              | Divers droite                        | 5               | 8           | 3             |
|              | Union des démocrates et indépendants | 1               | 4           | 3             |
|              | Mouvement démocrate                  | 1               | 4           | 3             |
| Total droite | Total droite                         | 30              | 41          | 11            |
| Total        | Total                                | 77              | 77          | -             |

## Résultats dans les communes de plus de3 000 habitants

### Ambarès-et-Lagrave
- Maire sortant : Michel Héritié (PS)
- 33 sièges à pourvoir au conseil municipal (population légale 2011 : 13 422 habitants)
- 2 sièges à pourvoir au conseil communautaire (Bordeaux Métropole)

| Tête de liste            | Tête de liste     | Liste          | Premier tour | Premier tour | Second tour | Second tour | Sièges | Sièges |
| Tête de liste            | Tête de liste     | Liste          | Voix         | %            | Voix        | %           | CM     | CC     |
| ------------------------ | ----------------- | -------------- | ------------ | ------------ | ----------- | ----------- | ------ | ------ |
|                          | Michel Héritié *  | PS             | 1 878        | 35,05        | 1 922       | 35,39       | 23     | 2      |
|                          | Christophe Auboin | DVG            | 1 347        | 25,14        | 1 445       | 26,61       | 4      |        |
|                          | David Poulain     | UMP-UDI        | 1 137        | 21,22        | 1 269       | 23,37       | 4      |        |
|                          | Jérémy Hernandez  | FN             | 995          | 18,57        | 794         | 14,62       | 2      |        |
|                          |                   |                |              |              |             |             |        |        |
| Inscrits                 | Inscrits          | Inscrits       | 9 532        | 100,00       | 9 532       | 100,00      |        |        |
| Abstentions              | Abstentions       | Abstentions    | 3 994        | 41,90        | 3 989       | 41,85       |        |        |
| Votants                  | Votants           | Votants        | 5 538        | 58,10        | 5 543       | 58,15       |        |        |
| Blancs et nuls           | Blancs et nuls    | Blancs et nuls | 181          | 3,27         | 113         | 2,04        |        |        |
| Exprimés                 | Exprimés          | Exprimés       | 5 357        | 96,73        | 5 430       | 97,96       |        |        |
| * Liste du maire sortant |                   |                |              |              |             |             |        |        |

### Andernos-les-Bains
- Maire sortant : Philippe Pérusat (UMP)
- 33 sièges à pourvoir au conseil municipal (population légale 2011 : 11 209 habitants)
- 6 sièges à pourvoir au conseil communautaire (CA du Bassin d'Arcachon Nord)

| Tête de liste            | Tête de liste      | Liste          | Premier tour | Premier tour | Second tour | Second tour | Sièges | Sièges |
| Tête de liste            | Tête de liste      | Liste          | Voix         | %            | Voix        | %           | CM     | CC     |
| ------------------------ | ------------------ | -------------- | ------------ | ------------ | ----------- | ----------- | ------ | ------ |
|                          | Philippe Pérusat * | UMP-UDI        | 2 789        | 39,30        | 3 183       | 43,43       | 7      | 1      |
|                          | Jean-Yves Rosazza  | DVD            | 2 593        | 36,54        | 3 738       | 51,00       | 26     | 5      |
|                          | Joël Confoulan     | SE             | 754          | 10,62        | 408         | 5,56        |        |        |
|                          | Arnaud Leroy       | DVG            | 693          | 9,76         |             |             |        |        |
|                          | Philippe Baconnet  | DVD            | 266          | 3,74         |             |             |        |        |
|                          |                    |                |              |              |             |             |        |        |
| Inscrits                 | Inscrits           | Inscrits       | 9 987        | 100,00       | 10 086      | 100,00      |        |        |
| Abstentions              | Abstentions        | Abstentions    | 2 760        | 27,64        | 2 531       | 25,09       |        |        |
| Votants                  | Votants            | Votants        | 7 227        | 72,36        | 7 555       | 74,91       |        |        |
| Blancs et nuls           | Blancs et nuls     | Blancs et nuls | 132          | 1,83         | 226         | 2,99        |        |        |
| Exprimés                 | Exprimés           | Exprimés       | 7 095        | 98,17        | 7 329       | 97,01       |        |        |
| * Liste du maire sortant |                    |                |              |              |             |             |        |        |

### Arcachon
- Maire sortant : Yves Foulon (UMP)
- 33 sièges à pourvoir au conseil municipal (population légale 2011 : 10 776 habitants)
- 8 sièges à pourvoir au conseil communautaire (CA Bassin d'Arcachon Sud)

|                          | Yves Foulon *  | UMP-UDI        | 4 072  | 61,67  | 28 | 7 |  |  |
|                          | Maurice Granet | PS-PCF-EELV    | 1 023  | 15,49  | 2  | 1 |  |  |
|                          | Anny Bey       | DVD            | 966    | 14,63  | 2  |   |  |  |
|                          | Laurent Lamara | FN             | 541    | 8,19   | 1  |   |  |  |
|                          |                |                |        |        |    |   |  |  |
| Inscrits                 | Inscrits       | Inscrits       | 10 630 | 100,00 |    |   |  |  |
| Abstentions              | Abstentions    | Abstentions    | 3 858  | 36,29  |    |   |  |  |
| Votants                  | Votants        | Votants        | 6 772  | 63,71  |    |   |  |  |
| Blancs et nuls           | Blancs et nuls | Blancs et nuls | 170    | 2,51   |    |   |  |  |
| Exprimés                 | Exprimés       | Exprimés       | 6 602  | 97,49  |    |   |  |  |
| * Liste du maire sortant |                |                |        |        |    |   |  |  |

### Arès
- Maire sortant : Jean-Guy Perrière (UMP)
- 29 sièges à pourvoir au conseil municipal (population légale 2011 : 5 724 habitants)
- 4 sièges à pourvoir au conseil communautaire (CA du Bassin d'Arcachon Nord)

|                          | Jean-Guy Perrière * | UMP-UDI        | 2 300 | 68,20  | 25 | 4 |  |  |
|                          | Claudine Cessy      | SE             | 1 072 | 31,79  | 4  |   |  |  |
|                          |                     |                |       |        |    |   |  |  |
| Inscrits                 | Inscrits            | Inscrits       | 5 068 | 100,00 |    |   |  |  |
| Abstentions              | Abstentions         | Abstentions    | 1 566 | 30,90  |    |   |  |  |
| Votants                  | Votants             | Votants        | 3 502 | 69,10  |    |   |  |  |
| Blancs et nuls           | Blancs et nuls      | Blancs et nuls | 130   | 3,71   |    |   |  |  |
| Exprimés                 | Exprimés            | Exprimés       | 3 372 | 96,29  |    |   |  |  |
| * Liste du maire sortant |                     |                |       |        |    |   |  |  |

### Arsac
- Maire sortant : Jean-Gérard Dubo
- 23 sièges à pourvoir au conseil municipal (population légale 2011 : 3 215 habitants)
- 4 sièges à pourvoir au conseil communautaire (CC Médoc Estuaire)

|                          | Gérard Dubo *  | DVD            | 1 314 | 100,00 | 23 | 4 |  |  |
|                          |                |                |       |        |    |   |  |  |
| Inscrits                 | Inscrits       | Inscrits       | 2 685 | 100,00 |    |   |  |  |
| Abstentions              | Abstentions    | Abstentions    | 1 230 | 45,81  |    |   |  |  |
| Votants                  | Votants        | Votants        | 1 455 | 54,19  |    |   |  |  |
| Blancs et nuls           | Blancs et nuls | Blancs et nuls | 141   | 9,69   |    |   |  |  |
| Exprimés                 | Exprimés       | Exprimés       | 1 314 | 90,31  |    |   |  |  |
| * Liste du maire sortant |                |                |       |        |    |   |  |  |

### Artigues-près-Bordeaux
- Maire sortant : Jean-Claude Bergougnoux (PS)
- 29 sièges à pourvoir au conseil municipal (population légale 2011 : 7 290 habitants)
- 1 sièges à pourvoir au conseil communautaire (Bordeaux Métropole)

|                | Anne-Lise Jacquet | DVD            | 1 797 | 53,78  | 23 | 1 |  |  |
|                | Dominique Lesbats | PS-EELV        | 1 544 | 46,21  | 6  |   |  |  |
|                |                   |                |       |        |    |   |  |  |
| Inscrits       | Inscrits          | Inscrits       | 5 490 | 100,00 |    |   |  |  |
| Abstentions    | Abstentions       | Abstentions    | 1 925 | 35,06  |    |   |  |  |
| Votants        | Votants           | Votants        | 3 565 | 64,94  |    |   |  |  |
| Blancs et nuls | Blancs et nuls    | Blancs et nuls | 224   | 6,28   |    |   |  |  |
| Exprimés       | Exprimés          | Exprimés       | 3 341 | 93,72  |    |   |  |  |

### Audenge
- Maire sortante : Nathalie Le Yondre (PS)
- 29 sièges à pourvoir au conseil municipal (population légale 2011 : 6 367 habitants)
- 4 sièges à pourvoir au conseil communautaire (CA du Bassin d'Arcachon Nord)

|                          | Nathalie Le Yondre * | PS             | 1 940 | 53,70  | 23 | 3 |  |  |
|                          | Jean-Claude Dulas    | DVD            | 1 672 | 46,29  | 6  | 1 |  |  |
|                          |                      |                |       |        |    |   |  |  |
| Inscrits                 | Inscrits             | Inscrits       | 5 223 | 100,00 |    |   |  |  |
| Abstentions              | Abstentions          | Abstentions    | 1 438 | 27,53  |    |   |  |  |
| Votants                  | Votants              | Votants        | 3 785 | 72,47  |    |   |  |  |
| Blancs et nuls           | Blancs et nuls       | Blancs et nuls | 173   | 4,57   |    |   |  |  |
| Exprimés                 | Exprimés             | Exprimés       | 3 612 | 95,43  |    |   |  |  |
| * Liste du maire sortant |                      |                |       |        |    |   |  |  |

### Bassens
- Maire sortant : Jean-Pierre Turon (PS)
- 29 sièges à pourvoir au conseil municipal (population légale 2011 : 6 944 habitants)
- 1 sièges à pourvoir au conseil communautaire (Bordeaux Métropole)

|                          | Jean-Pierre Turon * | PS-PCF-EELV    | 1 679 | 68,86  | 25 | 1 |  |  |
|                          | Florence Fabry      | UMP-UDI        | 759   | 31,13  | 4  |   |  |  |
|                          |                     |                |       |        |    |   |  |  |
| Inscrits                 | Inscrits            | Inscrits       | 4 564 | 100,00 |    |   |  |  |
| Abstentions              | Abstentions         | Abstentions    | 1 978 | 43,34  |    |   |  |  |
| Votants                  | Votants             | Votants        | 2 586 | 56,66  |    |   |  |  |
| Blancs et nuls           | Blancs et nuls      | Blancs et nuls | 148   | 5,72   |    |   |  |  |
| Exprimés                 | Exprimés            | Exprimés       | 2 438 | 94,28  |    |   |  |  |
| * Liste du maire sortant |                     |                |       |        |    |   |  |  |

### Bazas
- Maire sortant : Bernard Bosset
- 27 sièges à pourvoir au conseil municipal (population légale 2011 : 4 709 habitants)
- 9 sièges à pourvoir au conseil communautaire (CC du Bazadais)

| Tête de liste            | Tête de liste    | Liste          | Premier tour | Premier tour | Second tour | Second tour | Sièges | Sièges |
| Tête de liste            | Tête de liste    | Liste          | Voix         | %            | Voix        | %           | CM     | CC     |
| ------------------------ | ---------------- | -------------- | ------------ | ------------ | ----------- | ----------- | ------ | ------ |
|                          | Bernard Bosset * | DVD            | 1 031        | 45,96        | 1 047       | 45,34       | 20     | 7      |
|                          | Sophie Mette     | DVD            | 858          | 38,25        | 1 011       | 43,78       | 6      | 2      |
|                          | Patrice Kadionik | DVG            | 354          | 15,78        | 251         | 10,87       | 1      |        |
|                          |                  |                |              |              |             |             |        |        |
| Inscrits                 | Inscrits         | Inscrits       | 3 329        | 100,00       | 3 329       | 100,00      |        |        |
| Abstentions              | Abstentions      | Abstentions    | 981          | 29,47        | 955         | 28,69       |        |        |
| Votants                  | Votants          | Votants        | 2 348        | 70,53        | 2 374       | 71,31       |        |        |
| Blancs et nuls           | Blancs et nuls   | Blancs et nuls | 105          | 4,47         | 65          | 2,74        |        |        |
| Exprimés                 | Exprimés         | Exprimés       | 2 243        | 95,53        | 2 309       | 97,26       |        |        |
| * Liste du maire sortant |                  |                |              |              |             |             |        |        |

### Bègles
- Maire sortant : Noël Mamère (DVG)
- 35 sièges à pourvoir au conseil municipal (population légale 2011 : 25 119 habitants)
- 3 sièges à pourvoir au conseil communautaire (Bordeaux Métropole)

|                          | Noël Mamère *         | EÉLV-PS        | 4 671  | 51,74  | 28 | 3 |  |  |
|                          | Christine Texier      | FG-PCF         | 1 760  | 19,49  | 3  |   |  |  |
|                          | Thierry Beer-demander | UMP            | 1 295  | 14,34  | 2  |   |  |  |
|                          | Bruno Paluteau        | FN             | 1 097  | 12,15  | 2  |   |  |  |
|                          | Éric Marhadour        | LO             | 204    | 2,25   |    |   |  |  |
|                          |                       |                |        |        |    |   |  |  |
| Inscrits                 | Inscrits              | Inscrits       | 17 455 | 100,00 |    |   |  |  |
| Abstentions              | Abstentions           | Abstentions    | 8 102  | 46,42  |    |   |  |  |
| Votants                  | Votants               | Votants        | 9 353  | 53,58  |    |   |  |  |
| Blancs et nuls           | Blancs et nuls        | Blancs et nuls | 326    | 3,49   |    |   |  |  |
| Exprimés                 | Exprimés              | Exprimés       | 9 027  | 96,51  |    |   |  |  |
| * Liste du maire sortant |                       |                |        |        |    |   |  |  |

### Belin-Béliet
- Maire sortante : Marie-Christine Lemonnier
- 27 sièges à pourvoir au conseil municipal (population légale 2011 : 4 413 habitants)
- 7 sièges à pourvoir au conseil communautaire (CC du Val de l'Eyre)

|                          | Marie-Christine Lemonnier * | DVD            | 1 058 | 50,38  | 21 | 6 |  |  |
|                          | Cyrille Declercq            | PS             | 1 042 | 49,61  | 6  | 1 |  |  |
|                          |                             |                |       |        |    |   |  |  |
| Inscrits                 | Inscrits                    | Inscrits       | 3 169 | 100,00 |    |   |  |  |
| Abstentions              | Abstentions                 | Abstentions    | 966   | 30,48  |    |   |  |  |
| Votants                  | Votants                     | Votants        | 2 203 | 69,52  |    |   |  |  |
| Blancs et nuls           | Blancs et nuls              | Blancs et nuls | 103   | 4,68   |    |   |  |  |
| Exprimés                 | Exprimés                    | Exprimés       | 2 100 | 95,32  |    |   |  |  |
| * Liste du maire sortant |                             |                |       |        |    |   |  |  |

### Biganos
- Maire sortant : Bruno Lafon (DVG)
- 29 sièges à pourvoir au conseil municipal (population légale 2011 : 9 760 habitants)
- 6 sièges à pourvoir au conseil communautaire (CA du Bassin d'Arcachon Nord)

|                          | Bruno Lafon *  | SE             | 3 196 | 70,16  | 25 | 5 |  |  |
|                          | Annie Cazaux   | SE             | 1 359 | 29,83  | 4  | 1 |  |  |
|                          |                |                |       |        |    |   |  |  |
| Inscrits                 | Inscrits       | Inscrits       | 7 667 | 100,00 |    |   |  |  |
| Abstentions              | Abstentions    | Abstentions    | 2 815 | 36,72  |    |   |  |  |
| Votants                  | Votants        | Votants        | 4 852 | 63,28  |    |   |  |  |
| Blancs et nuls           | Blancs et nuls | Blancs et nuls | 297   | 6,12   |    |   |  |  |
| Exprimés                 | Exprimés       | Exprimés       | 4 555 | 93,88  |    |   |  |  |
| * Liste du maire sortant |                |                |       |        |    |   |  |  |

### Blanquefort
- Maire sortante : Véronique Ferreira (PS)
- 33 sièges à pourvoir au conseil municipal (population légale 2011 : 15 106 habitants)
- 2 sièges à pourvoir au conseil communautaire (Bordeaux Métropole)

|                          | Véronique Ferreira * | PS-PCF-EELV    | 3 782  | 58,66  | 26 | 2 |  |  |
|                          | Jean-Louis Albentosa | UMP-UDI        | 2 665  | 41,33  | 7  |   |  |  |
|                          |                      |                |        |        |    |   |  |  |
| Inscrits                 | Inscrits             | Inscrits       | 10 910 | 100,00 |    |   |  |  |
| Abstentions              | Abstentions          | Abstentions    | 4 129  | 37,85  |    |   |  |  |
| Votants                  | Votants              | Votants        | 6 781  | 62,15  |    |   |  |  |
| Blancs et nuls           | Blancs et nuls       | Blancs et nuls | 334    | 4,93   |    |   |  |  |
| Exprimés                 | Exprimés             | Exprimés       | 6 447  | 95,07  |    |   |  |  |
| * Liste du maire sortant |                      |                |        |        |    |   |  |  |

### Blaye
- Maire sortant : Denis Baldès
- 27 sièges à pourvoir au conseil municipal (population légale 2011 : 4 722 habitants)
- 10 sièges à pourvoir au conseil communautaire (CC de Blaye)

|                          | Denis Baldès *    | DVG            | 1 170 | 61,97  | 22 | 8 |  |  |
|                          | Vincent Liminiana | PS             | 718   | 38,02  | 5  | 2 |  |  |
|                          |                   |                |       |        |    |   |  |  |
| Inscrits                 | Inscrits          | Inscrits       | 3 283 | 100,00 |    |   |  |  |
| Abstentions              | Abstentions       | Abstentions    | 1 322 | 40,27  |    |   |  |  |
| Votants                  | Votants           | Votants        | 1 961 | 59,73  |    |   |  |  |
| Blancs et nuls           | Blancs et nuls    | Blancs et nuls | 73    | 3,72   |    |   |  |  |
| Exprimés                 | Exprimés          | Exprimés       | 1 888 | 96,28  |    |   |  |  |
| * Liste du maire sortant |                   |                |       |        |    |   |  |  |

### Bordeaux
- Maire sortant : Alain Juppé (UMP)
- 61 sièges à pourvoir au conseil municipal (population légale 2011 : 239 399 habitants)
- 36 sièges à pourvoir au conseil communautaire (Bordeaux Métropole)

|                          | Alain Juppé *     | UMP-UDI-MoDem  | 46 489  | 60,94  | 52 | 31 |  |  |
|                          | Vincent Feltesse  | PS-EELV        | 17 224  | 22,58  | 7  | 4  |  |  |
|                          | Jacques Colombier | FN             | 4 626   | 6,06   | 2  | 1  |  |  |
|                          | Vincent Maurin    | FG             | 3 506   | 4,59   |    |    |  |  |
|                          | Yves Simone       | SE             | 2 128   | 2,78   |    |    |  |  |
|                          | Philippe Poutou   | NPA            | 1 914   | 2,50   |    |    |  |  |
|                          | Fanny Quandalle   | LO             | 391     | 0,51   |    |    |  |  |
|                          |                   |                |         |        |    |    |  |  |
| Inscrits                 | Inscrits          | Inscrits       | 140 360 | 100,00 |    |    |  |  |
| Abstentions              | Abstentions       | Abstentions    | 62 762  | 44,72  |    |    |  |  |
| Votants                  | Votants           | Votants        | 77 598  | 55,28  |    |    |  |  |
| Blancs et nuls           | Blancs et nuls    | Blancs et nuls | 1 320   | 1,70   |    |    |  |  |
| Exprimés                 | Exprimés          | Exprimés       | 76 278  | 98,30  |    |    |  |  |
| * Liste du maire sortant |                   |                |         |        |    |    |  |  |

### Bouliac
- Maire sortant : Jean-Pierre Favroul
- 23 sièges à pourvoir au conseil municipal (population légale 2011 : 3 140 habitants)
- 1 sièges à pourvoir au conseil communautaire (Bordeaux Métropole)

|                | Dominique Alcala | UMP            | 1 063 | 68,44  | 20 | 1 |  |  |
|                | Francine Bureau  | PS             | 490   | 31,55  | 3  |   |  |  |
|                |                  |                |       |        |    |   |  |  |
| Inscrits       | Inscrits         | Inscrits       | 2 522 | 100,00 |    |   |  |  |
| Abstentions    | Abstentions      | Abstentions    | 886   | 35,13  |    |   |  |  |
| Votants        | Votants          | Votants        | 1 636 | 64,87  |    |   |  |  |
| Blancs et nuls | Blancs et nuls   | Blancs et nuls | 83    | 5,07   |    |   |  |  |
| Exprimés       | Exprimés         | Exprimés       | 1 553 | 94,93  |    |   |  |  |

### Bruges
- Maire sortante : Brigitte Terraza (DVG)
- 33 sièges à pourvoir au conseil municipal (population légale 2011 : 15 512 habitants)
- 2 sièges à pourvoir au conseil communautaire (Bordeaux Métropole)

|                          | Brigitte Terraza * | PS-PCF-EELV    | 3 439  | 52,27  | 25 | 2 |  |  |
|                          | Éric Veissier      | UMP-UDI        | 3 140  | 47,72  | 8  |   |  |  |
|                          |                    |                |        |        |    |   |  |  |
| Inscrits                 | Inscrits           | Inscrits       | 10 509 | 100,00 |    |   |  |  |
| Abstentions              | Abstentions        | Abstentions    | 3 611  | 34,36  |    |   |  |  |
| Votants                  | Votants            | Votants        | 6 898  | 65,64  |    |   |  |  |
| Blancs et nuls           | Blancs et nuls     | Blancs et nuls | 319    | 4,62   |    |   |  |  |
| Exprimés                 | Exprimés           | Exprimés       | 6 579  | 95,38  |    |   |  |  |
| * Liste du maire sortant |                    |                |        |        |    |   |  |  |

### Cadaujac
- Maire sortant : Francis Gazeau (UMP)
- 29 sièges à pourvoir au conseil municipal (population légale 2011 : 5 098 habitants)
- 5 sièges à pourvoir au conseil communautaire (CC de Montesquieu)

|                          | Francis Gazeau * | DVD            | 1 625 | 62,64  | 24 | 5 |  |  |
|                          | Bernard Lopez    | PS             | 498   | 19,19  | 3  |   |  |  |
|                          | François Papiau  | PS-PCF-EELV    | 471   | 18,15  | 2  |   |  |  |
|                          |                  |                |       |        |    |   |  |  |
| Inscrits                 | Inscrits         | Inscrits       | 4 004 | 100,00 |    |   |  |  |
| Abstentions              | Abstentions      | Abstentions    | 1 308 | 32,67  |    |   |  |  |
| Votants                  | Votants          | Votants        | 2 696 | 67,33  |    |   |  |  |
| Blancs et nuls           | Blancs et nuls   | Blancs et nuls | 102   | 3,78   |    |   |  |  |
| Exprimés                 | Exprimés         | Exprimés       | 2 594 | 96,22  |    |   |  |  |
| * Liste du maire sortant |                  |                |       |        |    |   |  |  |

### Canéjan
- Maire sortant : Bernard Garrigou (PS)
- 29 sièges à pourvoir au conseil municipal (population légale 2011 : 5 157 habitants)
- 6 sièges à pourvoir au conseil communautaire (CC Jalle Eau Bourde)

|                          | Bernard Garrigou * | PS             | 2 007 | 81,48  | 27 | 6 |  |  |
|                          | Serge Grillon      | DVG            | 456   | 18,51  | 2  |   |  |  |
|                          |                    |                |       |        |    |   |  |  |
| Inscrits                 | Inscrits           | Inscrits       | 4 101 | 100,00 |    |   |  |  |
| Abstentions              | Abstentions        | Abstentions    | 1 453 | 35,43  |    |   |  |  |
| Votants                  | Votants            | Votants        | 2 648 | 64,57  |    |   |  |  |
| Blancs et nuls           | Blancs et nuls     | Blancs et nuls | 185   | 6,99   |    |   |  |  |
| Exprimés                 | Exprimés           | Exprimés       | 2 463 | 93,01  |    |   |  |  |
| * Liste du maire sortant |                    |                |       |        |    |   |  |  |

### Carbon-Blanc
- Maire sortant : Nicolas Madrelle (PS)
- 29 sièges à pourvoir au conseil municipal (population légale 2011 : 6 941 habitants)
- 1 sièges à pourvoir au conseil communautaire (Bordeaux Métropole)

|                          | Alain Turby        | SE             | 1 638 | 51,33  | 22 | 1 |  |  |
|                          | Nicolas Madrelle * | PS             | 1 096 | 34,34  | 5  |   |  |  |
|                          | Annick Becerro     | EXG            | 457   | 14,32  | 2  |   |  |  |
|                          |                    |                |       |        |    |   |  |  |
| Inscrits                 | Inscrits           | Inscrits       | 5 426 | 100,00 |    |   |  |  |
| Abstentions              | Abstentions        | Abstentions    | 2 026 | 37,34  |    |   |  |  |
| Votants                  | Votants            | Votants        | 3 400 | 62,66  |    |   |  |  |
| Blancs et nuls           | Blancs et nuls     | Blancs et nuls | 209   | 6,15   |    |   |  |  |
| Exprimés                 | Exprimés           | Exprimés       | 3 191 | 93,85  |    |   |  |  |
| * Liste du maire sortant |                    |                |       |        |    |   |  |  |

### Carignan-de-Bordeaux
- Maire sortant : Jean-François Jamet
- 27 sièges à pourvoir au conseil municipal (population légale 2011 : 3 716 habitants)
- 6 sièges à pourvoir au conseil communautaire (CC des Coteaux Bordelais)

| Tête de liste            | Tête de liste       | Liste          | Premier tour | Premier tour | Second tour | Second tour | Sièges | Sièges |
| Tête de liste            | Tête de liste       | Liste          | Voix         | %            | Voix        | %           | CM     | CC     |
| ------------------------ | ------------------- | -------------- | ------------ | ------------ | ----------- | ----------- | ------ | ------ |
|                          | Jean Jamet *        | DVD            | 569          | 29,28        | 594         | 29,89       | 18     | 4      |
|                          | Delphine Philippeau | DVD            | 518          | 26,65        | 548         | 27,57       | 4      | 1      |
|                          | Marc Gizard         | SE             | 477          | 24,54        | 508         | 25,56       | 3      | 1      |
|                          | Abdellah Ahabchane  | DVG            | 379          | 19,50        | 337         | 16,96       | 2      |        |
|                          |                     |                |              |              |             |             |        |        |
| Inscrits                 | Inscrits            | Inscrits       | 2 904        | 100,00       | 2 904       | 100,00      |        |        |
| Abstentions              | Abstentions         | Abstentions    | 893          | 30,75        | 873         | 30,06       |        |        |
| Votants                  | Votants             | Votants        | 2 011        | 69,25        | 2 031       | 69,94       |        |        |
| Blancs et nuls           | Blancs et nuls      | Blancs et nuls | 68           | 3,38         | 44          | 2,17        |        |        |
| Exprimés                 | Exprimés            | Exprimés       | 1 943        | 96,62        | 1 987       | 97,83       |        |        |
| * Liste du maire sortant |                     |                |              |              |             |             |        |        |

### Castelnau-de-Médoc
- Maire sortant : Jean-Claude Durracq
- 27 sièges à pourvoir au conseil municipal (population légale 2011 : 3 902 habitants)
- 6 sièges à pourvoir au conseil communautaire (CC Médullienne)

| Tête de liste            | Tête de liste         | Liste          | Premier tour | Premier tour | Second tour | Second tour | Sièges | Sièges |
| Tête de liste            | Tête de liste         | Liste          | Voix         | %            | Voix        | %           | CM     | CC     |
| ------------------------ | --------------------- | -------------- | ------------ | ------------ | ----------- | ----------- | ------ | ------ |
|                          | Jean-Claude Durracq * | DVG            | 842          | 44,83        | 913         | 46,67       | 6      | 1      |
|                          | Éric Arrigoni         | DVD            | 783          | 41,69        | 1 043       | 53,32       | 21     | 5      |
|                          | Christian Espagnet    | DVG            | 253          | 13,47        |             |             |        |        |
|                          |                       |                |              |              |             |             |        |        |
| Inscrits                 | Inscrits              | Inscrits       | 2 936        | 100,00       | 2 937       | 100,00      |        |        |
| Abstentions              | Abstentions           | Abstentions    | 985          | 33,55        | 922         | 31,39       |        |        |
| Votants                  | Votants               | Votants        | 1 951        | 66,45        | 2 015       | 68,61       |        |        |
| Blancs et nuls           | Blancs et nuls        | Blancs et nuls | 73           | 3,74         | 59          | 2,93        |        |        |
| Exprimés                 | Exprimés              | Exprimés       | 1 878        | 96,26        | 1 956       | 97,07       |        |        |
| * Liste du maire sortant |                       |                |              |              |             |             |        |        |

### Cenon
- Maire sortant : Alain David (PS)
- 35 sièges à pourvoir au conseil municipal (population légale 2011 : 22 131 habitants)
- 3 sièges à pourvoir au conseil communautaire (Bordeaux Métropole)

|                          | Alain David *    | PS-PCF-EELV    | 3 901  | 67,29  | 30 | 3 |  |  |
|                          | Philippe Tardy   | UMP            | 1 268  | 21,87  | 4  |   |  |  |
|                          | Christine Héraud | EXG-NPA        | 628    | 10,83  | 1  |   |  |  |
|                          |                  |                |        |        |    |   |  |  |
| Inscrits                 | Inscrits         | Inscrits       | 13 033 | 100,00 |    |   |  |  |
| Abstentions              | Abstentions      | Abstentions    | 6 883  | 52,81  |    |   |  |  |
| Votants                  | Votants          | Votants        | 6 150  | 47,19  |    |   |  |  |
| Blancs et nuls           | Blancs et nuls   | Blancs et nuls | 353    | 5,74   |    |   |  |  |
| Exprimés                 | Exprimés         | Exprimés       | 5 797  | 94,26  |    |   |  |  |
| * Liste du maire sortant |                  |                |        |        |    |   |  |  |

### Cestas
- Maire sortant : Pierre Ducout (PS)
- 33 sièges à pourvoir au conseil municipal (population légale 2011 : 16 417 habitants)
- 12 sièges à pourvoir au conseil communautaire (CC Jalle Eau Bourde)

|                          | Pierre Ducout *   | PS-PCF         | 7 133  | 82,74  | 31 | 11 |  |  |
|                          | Frédéric Zgainski | MoDem-UMP-UDI  | 1 487  | 17,25  | 2  | 1  |  |  |
|                          |                   |                |        |        |    |    |  |  |
| Inscrits                 | Inscrits          | Inscrits       | 13 759 | 100,00 |    |    |  |  |
| Abstentions              | Abstentions       | Abstentions    | 4 746  | 34,49  |    |    |  |  |
| Votants                  | Votants           | Votants        | 9 013  | 65,51  |    |    |  |  |
| Blancs et nuls           | Blancs et nuls    | Blancs et nuls | 393    | 4,36   |    |    |  |  |
| Exprimés                 | Exprimés          | Exprimés       | 8 620  | 95,64  |    |    |  |  |
| * Liste du maire sortant |                   |                |        |        |    |    |  |  |

### Coutras
- Maire sortante : Marie-Claire Arnaud (PS)
- 29 sièges à pourvoir au conseil municipal (population légale 2011 : 8 062 habitants)
- 7 sièges à pourvoir au conseil communautaire (CA du Libournais)

| Tête de liste            | Tête de liste         | Liste          | Premier tour | Premier tour | Second tour | Second tour | Sièges | Sièges |
| Tête de liste            | Tête de liste         | Liste          | Voix         | %            | Voix        | %           | CM     | CC     |
| ------------------------ | --------------------- | -------------- | ------------ | ------------ | ----------- | ----------- | ------ | ------ |
|                          | Marie-Claire Arnaud * | PS             | 1 547        | 39,81        | 1 867       | 47,40       | 7      | 1      |
|                          | Jérôme Cosnard        | SE             | 1 320        | 33,97        | 2 071       | 52,59       | 22     | 6      |
|                          | Régis Sauvage         | UMP-UDI        | 1 018        | 26,20        |             |             |        |        |
|                          |                       |                |              |              |             |             |        |        |
| Inscrits                 | Inscrits              | Inscrits       | 6 000        | 100,00       | 6 000       | 100,00      |        |        |
| Abstentions              | Abstentions           | Abstentions    | 1 927        | 32,12        | 1 859       | 30,98       |        |        |
| Votants                  | Votants               | Votants        | 4 073        | 67,88        | 4 141       | 69,02       |        |        |
| Blancs et nuls           | Blancs et nuls        | Blancs et nuls | 188          | 4,62         | 203         | 4,90        |        |        |
| Exprimés                 | Exprimés              | Exprimés       | 3 885        | 95,38        | 3 938       | 95,10       |        |        |
| * Liste du maire sortant |                       |                |              |              |             |             |        |        |

### Créon
- Maire sortant : Jean-Marie Darmian
- 27 sièges à pourvoir au conseil municipal (population légale 2011 : 4 263 habitants)
- 8 sièges à pourvoir au conseil communautaire (CC du Créonnais)

|                | Pierre Gachet  | DVG            | 1 319 | 100,00 | 27 | 8 |  |  |
|                |                |                |       |        |    |   |  |  |
| Inscrits       | Inscrits       | Inscrits       | 3 016 | 100,00 |    |   |  |  |
| Abstentions    | Abstentions    | Abstentions    | 1 360 | 45,09  |    |   |  |  |
| Votants        | Votants        | Votants        | 1 656 | 54,91  |    |   |  |  |
| Blancs et nuls | Blancs et nuls | Blancs et nuls | 337   | 20,35  |    |   |  |  |
| Exprimés       | Exprimés       | Exprimés       | 1 319 | 79,65  |    |   |  |  |

### Eysines
- Maire sortante : Christine Bost (PS)
- 35 sièges à pourvoir au conseil municipal (population légale 2011 : 20 122 habitants)
- 2 sièges à pourvoir au conseil communautaire (Bordeaux Métropole)

|                          | Christine Bost * | PS-PCF-EELV    | 4 197  | 56,13  | 28 | 2 |  |  |
|                          | Alain Vergniault | UMP-UDI        | 3 280  | 43,86  | 7  |   |  |  |
|                          |                  |                |        |        |    |   |  |  |
| Inscrits                 | Inscrits         | Inscrits       | 13 437 | 100,00 |    |   |  |  |
| Abstentions              | Abstentions      | Abstentions    | 5 619  | 41,82  |    |   |  |  |
| Votants                  | Votants          | Votants        | 7 818  | 58,18  |    |   |  |  |
| Blancs et nuls           | Blancs et nuls   | Blancs et nuls | 341    | 4,36   |    |   |  |  |
| Exprimés                 | Exprimés         | Exprimés       | 7 477  | 95,64  |    |   |  |  |
| * Liste du maire sortant |                  |                |        |        |    |   |  |  |

### Floirac
- Maire sortant : Jean-Jacques Puyobrau (PS)
- 33 sièges à pourvoir au conseil municipal (population légale 2011 : 16 522 habitants)
- 2 sièges à pourvoir au conseil communautaire (Bordeaux Métropole)

| Tête de liste            | Tête de liste           | Liste          | Premier tour | Premier tour | Second tour | Second tour | Sièges | Sièges |
| Tête de liste            | Tête de liste           | Liste          | Voix         | %            | Voix        | %           | CM     | CC     |
| ------------------------ | ----------------------- | -------------- | ------------ | ------------ | ----------- | ----------- | ------ | ------ |
|                          | Jean-Jacques Puyobrau * | PS-PCF-EELV    | 2 124        | 38,80        | 2 281       | 41,76       | 24     | 2      |
|                          | Nicolas Calt            | DVD            | 1 307        | 23,87        | 1 793       | 32,83       | 6      |        |
|                          | Gérard Belloc           | FN             | 1 051        | 19,19        | 868         | 15,89       | 2      |        |
|                          | Miguel Menendez         | FG             | 626          | 11,43        | 519         | 9,50        | 1      |        |
|                          | Kamel Meherzi           | SE             | 366          | 6,68         |             |             |        |        |
|                          |                         |                |              |              |             |             |        |        |
| Inscrits                 | Inscrits                | Inscrits       | 11 255       | 100,00       | 11 256      | 100,00      |        |        |
| Abstentions              | Abstentions             | Abstentions    | 5 605        | 49,80        | 5 651       | 50,20       |        |        |
| Votants                  | Votants                 | Votants        | 5 650        | 50,20        | 5 605       | 49,80       |        |        |
| Blancs et nuls           | Blancs et nuls          | Blancs et nuls | 176          | 3,12         | 144         | 2,57        |        |        |
| Exprimés                 | Exprimés                | Exprimés       | 5 474        | 96,88        | 5 461       | 97,43       |        |        |
| * Liste du maire sortant |                         |                |              |              |             |             |        |        |

### Gradignan
- Maire sortant : Michel Labardin (DVD)
- 35 sièges à pourvoir au conseil municipal (population légale 2011 : 23 355 habitants)
- 3 sièges à pourvoir au conseil communautaire (Bordeaux Métropole)

|                          | Michel Labardin * | DVD            | 6 692  | 70,59  | 31 | 3 |  |  |
|                          | Jean-Yves Mames   | PS-PCF-EELV    | 1 826  | 19,26  | 3  |   |  |  |
|                          | Pierre Auzereau   | FG             | 961    | 10,13  | 1  |   |  |  |
|                          |                   |                |        |        |    |   |  |  |
| Inscrits                 | Inscrits          | Inscrits       | 16 283 | 100,00 |    |   |  |  |
| Abstentions              | Abstentions       | Abstentions    | 6 458  | 39,66  |    |   |  |  |
| Votants                  | Votants           | Votants        | 9 825  | 60,34  |    |   |  |  |
| Blancs et nuls           | Blancs et nuls    | Blancs et nuls | 346    | 3,52   |    |   |  |  |
| Exprimés                 | Exprimés          | Exprimés       | 9 479  | 96,48  |    |   |  |  |
| * Liste du maire sortant |                   |                |        |        |    |   |  |  |

### Gujan-Mestras
- Maire sortant : Marie-Hélène des Esgaulx (UMP)
- 33 sièges à pourvoir au conseil municipal (population légale 2011 : 19 815 habitants)
- 14 sièges à pourvoir au conseil communautaire (CA Bassin d'Arcachon Sud)

|                          | Marie-Hélène Des Esgaulx * | DVD            | 6 735  | 69,17  | 28 | 12 |  |  |
|                          | Sylviane Stome             | PS-PCF-EELV    | 1 718  | 17,64  | 3  | 1  |  |  |
|                          | Rémy Bouin                 | SE             | 1 283  | 13,17  | 2  | 1  |  |  |
|                          |                            |                |        |        |    |    |  |  |
| Inscrits                 | Inscrits                   | Inscrits       | 15 461 | 100,00 |    |    |  |  |
| Abstentions              | Abstentions                | Abstentions    | 5 411  | 35,00  |    |    |  |  |
| Votants                  | Votants                    | Votants        | 10 050 | 65,00  |    |    |  |  |
| Blancs et nuls           | Blancs et nuls             | Blancs et nuls | 314    | 3,12   |    |    |  |  |
| Exprimés                 | Exprimés                   | Exprimés       | 9 736  | 96,88  |    |    |  |  |
| * Liste du maire sortant |                            |                |        |        |    |    |  |  |

### Hourtin
- Maire sortant : Christophe Birot
- 23 sièges à pourvoir au conseil municipal (population légale 2011 : 3 250 habitants)
- 7 sièges à pourvoir au conseil communautaire (CC Médoc Atlantique)

| Tête de liste  | Tête de liste        | Liste          | Premier tour | Premier tour | Second tour | Second tour | Sièges | Sièges |
| Tête de liste  | Tête de liste        | Liste          | Voix         | %            | Voix        | %           | CM     | CC     |
| -------------- | -------------------- | -------------- | ------------ | ------------ | ----------- | ----------- | ------ | ------ |
|                | Jean-Marc Signoret   | DVD            | 897          | 47,96        | 1 120       | 60,37       | 19     | 6      |
|                | Daniel Jaffrelot     | DVG            | 564          | 30,16        | 735         | 39,62       | 4      | 1      |
|                | Jacques Sorhaitz     | MoDem          | 223          | 11,92        |             |             |        |        |
|                | Robert Arhex-lamothe | SE             | 186          | 9,94         |             |             |        |        |
|                |                      |                |              |              |             |             |        |        |
| Inscrits       | Inscrits             | Inscrits       | 2 726        | 100,00       | 2 726       | 100,00      |        |        |
| Abstentions    | Abstentions          | Abstentions    | 735          | 26,96        | 766         | 28,10       |        |        |
| Votants        | Votants              | Votants        | 1 991        | 73,04        | 1 960       | 71,90       |        |        |
| Blancs et nuls | Blancs et nuls       | Blancs et nuls | 121          | 6,08         | 105         | 5,36        |        |        |
| Exprimés       | Exprimés             | Exprimés       | 1 870        | 93,92        | 1 855       | 94,64       |        |        |

### Izon
- Maire sortante : Anne-Marie Roux (DVD)
- 29 sièges à pourvoir au conseil municipal (population légale 2011 : 5 359 habitants)
- 11 sièges à pourvoir au conseil communautaire (CA du Libournais)

|                          | Anne-Marie Roux * | DVD            | 1 239 | 50,20  | 22 | 9 |  |  |
|                          | Laurent De Launay | SE             | 1 229 | 49,79  | 7  | 2 |  |  |
|                          |                   |                |       |        |    |   |  |  |
| Inscrits                 | Inscrits          | Inscrits       | 4 203 | 100,00 |    |   |  |  |
| Abstentions              | Abstentions       | Abstentions    | 1 654 | 39,35  |    |   |  |  |
| Votants                  | Votants           | Votants        | 2 549 | 60,65  |    |   |  |  |
| Blancs et nuls           | Blancs et nuls    | Blancs et nuls | 81    | 3,18   |    |   |  |  |
| Exprimés                 | Exprimés          | Exprimés       | 2 468 | 96,82  |    |   |  |  |
| * Liste du maire sortant |                   |                |       |        |    |   |  |  |

### La Brède
- Maire sortant : Michel Dufranc
- 27 sièges à pourvoir au conseil municipal (population légale 2011 : 3 880 habitants)
- 4 sièges à pourvoir au conseil communautaire (CC de Montesquieu)

|                          | Michel Dufranc * | UMP-UDI        | 1 495 | 64,05  | 22 | 3 |  |  |
|                          | Corinne Martinez | DVG            | 839   | 35,94  | 5  | 1 |  |  |
|                          |                  |                |       |        |    |   |  |  |
| Inscrits                 | Inscrits         | Inscrits       | 3 410 | 100,00 |    |   |  |  |
| Abstentions              | Abstentions      | Abstentions    | 1 010 | 29,62  |    |   |  |  |
| Votants                  | Votants          | Votants        | 2 400 | 70,38  |    |   |  |  |
| Blancs et nuls           | Blancs et nuls   | Blancs et nuls | 66    | 2,75   |    |   |  |  |
| Exprimés                 | Exprimés         | Exprimés       | 2 334 | 97,25  |    |   |  |  |
| * Liste du maire sortant |                  |                |       |        |    |   |  |  |

### La Réole
- Maire sortant : Bernard Castagnet
- 27 sièges à pourvoir au conseil municipal (population légale 2011 : 4 178 habitants)
- 7 sièges à pourvoir au conseil communautaire (CC du Réolais en Sud Gironde)

|                | Bruno Marty    | PS             | 1 033 | 60,62  | 22 | 6 |  |  |
|                | Aline Martin   | DVD            | 671   | 39,37  | 5  | 1 |  |  |
|                |                |                |       |        |    |   |  |  |
| Inscrits       | Inscrits       | Inscrits       | 2 762 | 100,00 |    |   |  |  |
| Abstentions    | Abstentions    | Abstentions    | 980   | 35,48  |    |   |  |  |
| Votants        | Votants        | Votants        | 1 782 | 64,52  |    |   |  |  |
| Blancs et nuls | Blancs et nuls | Blancs et nuls | 78    | 4,38   |    |   |  |  |
| Exprimés       | Exprimés       | Exprimés       | 1 704 | 95,62  |    |   |  |  |

### La Teste-de-Buch
- Maire sortant : Jean-Jacques Eroles (UMP)
- 35 sièges à pourvoir au conseil municipal (population légale 2011 : 24 505 habitants)
- 17 sièges à pourvoir au conseil communautaire (CA Bassin d'Arcachon Sud)

| Tête de liste            | Tête de liste         | Liste          | Premier tour | Premier tour | Second tour | Second tour | Sièges | Sièges |
| Tête de liste            | Tête de liste         | Liste          | Voix         | %            | Voix        | %           | CM     | CC     |
| ------------------------ | --------------------- | -------------- | ------------ | ------------ | ----------- | ----------- | ------ | ------ |
|                          | Jean-Jacques Eroles * | UMP-UDI        | 4 827        | 39,02        | 5 714       | 45,98       | 26     | 13     |
|                          | Patrick Davet         | DVD            | 3 398        | 27,46        | 3 941       | 31,71       | 5      | 2      |
|                          | Pierre Pradayrol      | PS-PCF-EELV    | 2 547        | 20,59        | 2 771       | 22,30       | 4      | 2      |
|                          | Jean-Charles Habran   | FN             | 1 141        | 9,22         |             |             |        |        |
|                          | Patrick Rieussec      | FG             | 457          | 3,69         |             |             |        |        |
|                          |                       |                |              |              |             |             |        |        |
| Inscrits                 | Inscrits              | Inscrits       | 19 568       | 100,00       | 19 568      | 100,00      |        |        |
| Abstentions              | Abstentions           | Abstentions    | 6 905        | 35,29        | 6 760       | 34,55       |        |        |
| Votants                  | Votants               | Votants        | 12 663       | 64,71        | 12 808      | 65,45       |        |        |
| Blancs et nuls           | Blancs et nuls        | Blancs et nuls | 293          | 2,31         | 382         | 2,98        |        |        |
| Exprimés                 | Exprimés              | Exprimés       | 12 370       | 97,69        | 12 426      | 97,02       |        |        |
| * Liste du maire sortant |                       |                |              |              |             |             |        |        |

### Lacanau
- Maire sortant : Jean-Michel David
- 27 sièges à pourvoir au conseil municipal (population légale 2011 : 4 460 habitants)
- 10 sièges à pourvoir au conseil communautaire (CC Médoc Atlantique)

| Tête de liste            | Tête de liste       | Liste          | Premier tour | Premier tour | Second tour | Second tour | Sièges | Sièges |
| Tête de liste            | Tête de liste       | Liste          | Voix         | %            | Voix        | %           | CM     | CC     |
| ------------------------ | ------------------- | -------------- | ------------ | ------------ | ----------- | ----------- | ------ | ------ |
|                          | Jean-Michel David * | DVD            | 1 283        | 41,05        | 1 468       | 44,12       | 6      | 2      |
|                          | Laurent Peyrondet   | DVD            | 1 210        | 38,72        | 1 479       | 44,45       | 20     | 8      |
|                          | Olivier Baccialone  | PS             | 632          | 20,22        | 380         | 11,42       | 1      |        |
|                          |                     |                |              |              |             |             |        |        |
| Inscrits                 | Inscrits            | Inscrits       | 4 492        | 100,00       | 4 489       | 100,00      |        |        |
| Abstentions              | Abstentions         | Abstentions    | 1 287        | 28,65        | 1 104       | 24,59       |        |        |
| Votants                  | Votants             | Votants        | 3 205        | 71,35        | 3 385       | 75,41       |        |        |
| Blancs et nuls           | Blancs et nuls      | Blancs et nuls | 80           | 2,50         | 58          | 1,71        |        |        |
| Exprimés                 | Exprimés            | Exprimés       | 3 125        | 97,50        | 3 327       | 98,29       |        |        |
| * Liste du maire sortant |                     |                |              |              |             |             |        |        |

### Langon
- Maire sortant : Charles Vérité (PS)
- 29 sièges à pourvoir au conseil municipal (population légale 2011 : 7 389 habitants)
- 12 sièges à pourvoir au conseil communautaire (CC du Sud Gironde)

| Tête de liste  | Tête de liste         | Liste          | Premier tour | Premier tour | Second tour | Second tour | Sièges | Sièges |
| Tête de liste  | Tête de liste         | Liste          | Voix         | %            | Voix        | %           | CM     | CC     |
| -------------- | --------------------- | -------------- | ------------ | ------------ | ----------- | ----------- | ------ | ------ |
|                | Philippe Plagnol      | DVG            | 1 352        | 43,20        | 1 569       | 51,59       | 23     | 10     |
|                | Charles Vérité        | PS-PCF-EELV    | 895          | 28,60        | 778         | 25,58       | 3      | 1      |
|                | Frédéric Laville      | DVD            | 741          | 23,68        | 694         | 22,82       | 3      | 1      |
|                | Jean-Philippe Delcamp | EXG            | 141          | 4,50         |             |             |        |        |
|                |                       |                |              |              |             |             |        |        |
| Inscrits       | Inscrits              | Inscrits       | 4 627        | 100,00       | 4 625       | 100,00      |        |        |
| Abstentions    | Abstentions           | Abstentions    | 1 392        | 30,08        | 1 480       | 32,00       |        |        |
| Votants        | Votants               | Votants        | 3 235        | 69,92        | 3 145       | 68,00       |        |        |
| Blancs et nuls | Blancs et nuls        | Blancs et nuls | 106          | 3,28         | 104         | 3,31        |        |        |
| Exprimés       | Exprimés              | Exprimés       | 3 129        | 96,72        | 3 041       | 96,69       |        |        |

### Lanton
- Maire sortant : Christian Gaubert (PS)
- 29 sièges à pourvoir au conseil municipal (population légale 2011 : 6 201 habitants)
- 4 sièges à pourvoir au conseil communautaire (CA du Bassin d'Arcachon Nord)

|                          | Marie Larrue        | UDI            | 2 159 | 54,78  | 23 | 3 |  |  |
|                          | Christian Gaubert * | PS             | 1 782 | 45,21  | 6  | 1 |  |  |
|                          |                     |                |       |        |    |   |  |  |
| Inscrits                 | Inscrits            | Inscrits       | 5 689 | 100,00 |    |   |  |  |
| Abstentions              | Abstentions         | Abstentions    | 1 569 | 27,58  |    |   |  |  |
| Votants                  | Votants             | Votants        | 4 120 | 72,42  |    |   |  |  |
| Blancs et nuls           | Blancs et nuls      | Blancs et nuls | 179   | 4,34   |    |   |  |  |
| Exprimés                 | Exprimés            | Exprimés       | 3 941 | 95,66  |    |   |  |  |
| * Liste du maire sortant |                     |                |       |        |    |   |  |  |

### Latresne
- Maire sortant : Francis Delcros
- 23 sièges à pourvoir au conseil municipal (population légale 2011 : 3 278 habitants)
- 7 sièges à pourvoir au conseil communautaire (CC des Portes de l'Entre-Deux-Mers)

|                          | Francis Delcros * | UMP-UDI        | 880   | 51,76  | 18 | 6 |  |  |
|                          | Patrice Caille    | SE             | 820   | 48,23  | 5  | 1 |  |  |
|                          |                   |                |       |        |    |   |  |  |
| Inscrits                 | Inscrits          | Inscrits       | 2 752 | 100,00 |    |   |  |  |
| Abstentions              | Abstentions       | Abstentions    | 936   | 34,01  |    |   |  |  |
| Votants                  | Votants           | Votants        | 1 816 | 65,99  |    |   |  |  |
| Blancs et nuls           | Blancs et nuls    | Blancs et nuls | 116   | 6,39   |    |   |  |  |
| Exprimés                 | Exprimés          | Exprimés       | 1 700 | 93,61  |    |   |  |  |
| * Liste du maire sortant |                   |                |       |        |    |   |  |  |

### Le Barp
- Maire sortante : Christiane Dornon
- 27 sièges à pourvoir au conseil municipal (population légale 2011 : 4 688 habitants)
- 7 sièges à pourvoir au conseil communautaire (CC du Val de l'Eyre)

| Tête de liste            | Tête de liste       | Liste          | Premier tour | Premier tour | Second tour | Second tour | Sièges | Sièges |
| Tête de liste            | Tête de liste       | Liste          | Voix         | %            | Voix        | %           | CM     | CC     |
| ------------------------ | ------------------- | -------------- | ------------ | ------------ | ----------- | ----------- | ------ | ------ |
|                          | Christiane Dornon * | DVD            | 821          | 36,47        | 955         | 42,69       | 20     | 5      |
|                          | Thierry Lannelongue | SE             | 594          | 26,38        | 660         | 29,50       | 4      | 1      |
|                          | Loïc Hubert         | DVG            | 478          | 21,23        | 622         | 27,80       | 3      | 1      |
|                          | Christian Bayrand   | DVG            | 358          | 15,90        |             |             |        |        |
|                          |                     |                |              |              |             |             |        |        |
| Inscrits                 | Inscrits            | Inscrits       | 3 441        | 100,00       | 3 431       | 100,00      |        |        |
| Abstentions              | Abstentions         | Abstentions    | 1 098        | 31,91        | 1 113       | 32,44       |        |        |
| Votants                  | Votants             | Votants        | 2 343        | 68,09        | 2 318       | 67,56       |        |        |
| Blancs et nuls           | Blancs et nuls      | Blancs et nuls | 92           | 3,93         | 81          | 3,49        |        |        |
| Exprimés                 | Exprimés            | Exprimés       | 2 251        | 96,07        | 2 237       | 96,51       |        |        |
| * Liste du maire sortant |                     |                |              |              |             |             |        |        |

### Le Bouscat
- Maire sortant : Patrick Bobet (UMP)
- 35 sièges à pourvoir au conseil municipal (population légale 2011 : 23 075 habitants)
- 3 sièges à pourvoir au conseil communautaire (Bordeaux Métropole)

|                          | Patrick Bobet * | UMP-UDI        | 6 217  | 66,15  | 30 | 3 |  |  |
|                          | Pierre Catard   | PS-PCF-EELV    | 1 535  | 16,33  | 3  |   |  |  |
|                          | Fabien Barrier  | SE             | 957    | 10,18  | 1  |   |  |  |
|                          | Patrick Alvarez | DVG            | 689    | 7,33   | 1  |   |  |  |
|                          |                 |                |        |        |    |   |  |  |
| Inscrits                 | Inscrits        | Inscrits       | 17 075 | 100,00 |    |   |  |  |
| Abstentions              | Abstentions     | Abstentions    | 7 373  | 43,18  |    |   |  |  |
| Votants                  | Votants         | Votants        | 9 702  | 56,82  |    |   |  |  |
| Blancs et nuls           | Blancs et nuls  | Blancs et nuls | 304    | 3,13   |    |   |  |  |
| Exprimés                 | Exprimés        | Exprimés       | 9 398  | 96,87  |    |   |  |  |
| * Liste du maire sortant |                 |                |        |        |    |   |  |  |

### Le Haillan
- Maire sortant : Bernard Labiste (PS)
- 29 sièges à pourvoir au conseil municipal (population légale 2011 : 9 282 habitants)
- 1 sièges à pourvoir au conseil communautaire (Bordeaux Métropole)

|                | Andréa Kiss     | PS-PCF-EELV    | 2 359 | 51,72  | 22 | 1 |  |  |
|                | Jean-Marc Meyre | UMP-UDI        | 2 202 | 48,27  | 7  |   |  |  |
|                |                 |                |       |        |    |   |  |  |
| Inscrits       | Inscrits        | Inscrits       | 7 289 | 100,00 |    |   |  |  |
| Abstentions    | Abstentions     | Abstentions    | 2 530 | 34,71  |    |   |  |  |
| Votants        | Votants         | Votants        | 4 759 | 65,29  |    |   |  |  |
| Blancs et nuls | Blancs et nuls  | Blancs et nuls | 198   | 4,16   |    |   |  |  |
| Exprimés       | Exprimés        | Exprimés       | 4 561 | 95,84  |    |   |  |  |

### Le Pian-Médoc
- Maire sortant : Didier Mau (UMP)
- 29 sièges à pourvoir au conseil municipal (population légale 2011 : 5 818 habitants)
- 8 sièges à pourvoir au conseil communautaire (CC Médoc Estuaire)

|                          | Didier Mau *      | DVD            | 2 317 | 74,79  | 26 | 7 |  |  |
|                          | Christian Sauvage | SE             | 781   | 25,20  | 3  | 1 |  |  |
|                          |                   |                |       |        |    |   |  |  |
| Inscrits                 | Inscrits          | Inscrits       | 4 703 | 100,00 |    |   |  |  |
| Abstentions              | Abstentions       | Abstentions    | 1 469 | 31,24  |    |   |  |  |
| Votants                  | Votants           | Votants        | 3 234 | 68,76  |    |   |  |  |
| Blancs et nuls           | Blancs et nuls    | Blancs et nuls | 136   | 4,21   |    |   |  |  |
| Exprimés                 | Exprimés          | Exprimés       | 3 098 | 95,79  |    |   |  |  |
| * Liste du maire sortant |                   |                |       |        |    |   |  |  |

### Le Taillan-Médoc
- Maire sortant : Ludovic Freygefond (PS)
- 29 sièges à pourvoir au conseil municipal (population légale 2011 : 9 165 habitants)
- 1 sièges à pourvoir au conseil communautaire (Bordeaux Métropole)

|                          | Agnès Laurence-versepuy | UMP-UDI        | 2 693 | 56,36  | 23 | 1 |  |  |
|                          | Ludovic Freygefond *    | PS-PCF-EELV    | 2 085 | 43,63  | 6  |   |  |  |
|                          |                         |                |       |        |    |   |  |  |
| Inscrits                 | Inscrits                | Inscrits       | 7 358 | 100,00 |    |   |  |  |
| Abstentions              | Abstentions             | Abstentions    | 2 343 | 31,84  |    |   |  |  |
| Votants                  | Votants                 | Votants        | 5 015 | 68,16  |    |   |  |  |
| Blancs et nuls           | Blancs et nuls          | Blancs et nuls | 237   | 4,73   |    |   |  |  |
| Exprimés                 | Exprimés                | Exprimés       | 4 778 | 95,27  |    |   |  |  |
| * Liste du maire sortant |                         |                |       |        |    |   |  |  |

### Le Teich
- Maire sortant : François Deluga (PS)
- 29 sièges à pourvoir au conseil municipal (population légale 2011 : 6 842 habitants)
- 5 sièges à pourvoir au conseil communautaire (CA Bassin d'Arcachon Sud)

|                          | François Deluga *   | PS-PCF-EELV    | 2 552 | 76,79  | 26 | 5 |  |  |
|                          | Laurence De Andrade | UMP-UDI        | 771   | 23,20  | 3  |   |  |  |
|                          |                     |                |       |        |    |   |  |  |
| Inscrits                 | Inscrits            | Inscrits       | 5 137 | 100,00 |    |   |  |  |
| Abstentions              | Abstentions         | Abstentions    | 1 673 | 32,57  |    |   |  |  |
| Votants                  | Votants             | Votants        | 3 464 | 67,43  |    |   |  |  |
| Blancs et nuls           | Blancs et nuls      | Blancs et nuls | 141   | 4,07   |    |   |  |  |
| Exprimés                 | Exprimés            | Exprimés       | 3 323 | 95,93  |    |   |  |  |
| * Liste du maire sortant |                     |                |       |        |    |   |  |  |

### Lège-Cap-Ferret
- Maire sortant : Michel Sammarcelli (UMP)
- 29 sièges à pourvoir au conseil municipal (population légale 2011 : 7 907 habitants)
- 5 sièges à pourvoir au conseil communautaire (CA du Bassin d'Arcachon Nord)

|                          | Michel Sammarcelli * | UMP-UDI        | 3 394 | 59,05  | 24 | 5 |  |  |
|                          | Laurent Maupile      | DVD            | 1 686 | 29,33  | 4  |   |  |  |
|                          | Claire Sombrun       | DVG            | 401   | 6,97   | 1  |   |  |  |
|                          | Ludovic Pons         | UDI            | 266   | 4,62   |    |   |  |  |
|                          |                      |                |       |        |    |   |  |  |
| Inscrits                 | Inscrits             | Inscrits       | 8 184 | 100,00 |    |   |  |  |
| Abstentions              | Abstentions          | Abstentions    | 2 323 | 28,38  |    |   |  |  |
| Votants                  | Votants              | Votants        | 5 861 | 71,62  |    |   |  |  |
| Blancs et nuls           | Blancs et nuls       | Blancs et nuls | 114   | 1,95   |    |   |  |  |
| Exprimés                 | Exprimés             | Exprimés       | 5 747 | 98,05  |    |   |  |  |
| * Liste du maire sortant |                      |                |       |        |    |   |  |  |

### Léognan
- Maire sortant : Bernard Fath (PS)
- 29 sièges à pourvoir au conseil municipal (population légale 2011 : 9 413 habitants)
- 10 sièges à pourvoir au conseil communautaire (CC de Montesquieu)

|                          | Bernard Fath *    | PS-PCF-EELV    | 2 766 | 60,02  | 24 | 8 |  |  |
|                          | Philippe Dias     | DVD            | 1 105 | 23,98  | 3  | 1 |  |  |
|                          | Alain Lagoardette | DVD            | 737   | 15,99  | 2  | 1 |  |  |
|                          |                   |                |       |        |    |   |  |  |
| Inscrits                 | Inscrits          | Inscrits       | 7 970 | 100,00 |    |   |  |  |
| Abstentions              | Abstentions       | Abstentions    | 3 096 | 38,85  |    |   |  |  |
| Votants                  | Votants           | Votants        | 4 874 | 61,15  |    |   |  |  |
| Blancs et nuls           | Blancs et nuls    | Blancs et nuls | 266   | 5,46   |    |   |  |  |
| Exprimés                 | Exprimés          | Exprimés       | 4 608 | 94,54  |    |   |  |  |
| * Liste du maire sortant |                   |                |       |        |    |   |  |  |

### Lesparre-Médoc
- Maire sortant : Bernard Guiraud (DVG)
- 29 sièges à pourvoir au conseil municipal (population légale 2011 : 5 660 habitants)
- 10 sièges à pourvoir au conseil communautaire (CC Médoc Cœur de Presqu'île)

| Tête de liste            | Tête de liste     | Liste          | Premier tour | Premier tour | Second tour | Second tour | Sièges | Sièges |
| Tête de liste            | Tête de liste     | Liste          | Voix         | %            | Voix        | %           | CM     | CC     |
| ------------------------ | ----------------- | -------------- | ------------ | ------------ | ----------- | ----------- | ------ | ------ |
|                          | Bernard Guiraud * | DVG            | 1 071        | 48,17        | 1 242       | 54,21       | 23     | 8      |
|                          | Jacques Boullier  | DVD            | 595          | 26,76        | 1 049       | 45,78       | 6      | 2      |
|                          | Patrick Stora     | DVG            | 557          | 25,05        |             |             |        |        |
|                          |                   |                |              |              |             |             |        |        |
| Inscrits                 | Inscrits          | Inscrits       | 3 853        | 100,00       | 3 853       | 100,00      |        |        |
| Abstentions              | Abstentions       | Abstentions    | 1 514        | 39,29        | 1 445       | 37,50       |        |        |
| Votants                  | Votants           | Votants        | 2 339        | 60,71        | 2 408       | 62,50       |        |        |
| Blancs et nuls           | Blancs et nuls    | Blancs et nuls | 116          | 4,96         | 117         | 4,86        |        |        |
| Exprimés                 | Exprimés          | Exprimés       | 2 223        | 95,04        | 2 291       | 95,14       |        |        |
| * Liste du maire sortant |                   |                |              |              |             |             |        |        |

### Libourne
- Maire sortant : Philippe Buisson (PS)
- 35 sièges à pourvoir au conseil municipal (population légale 2011 : 23 681 habitants)
- 22 sièges à pourvoir au conseil communautaire (CA du Libournais)

| Tête de liste            | Tête de liste       | Liste          | Premier tour | Premier tour | Second tour | Second tour | Sièges | Sièges |
| Tête de liste            | Tête de liste       | Liste          | Voix         | %            | Voix        | %           | CM     | CC     |
| ------------------------ | ------------------- | -------------- | ------------ | ------------ | ----------- | ----------- | ------ | ------ |
|                          | Philippe Buisson *  | PS             | 3 813        | 38,93        | 4 955       | 49,60       | 27     | 17     |
|                          | Jean-Paul Garraud   | UMP            | 2 627        | 26,82        | 4 005       | 40,09       | 7      | 4      |
|                          | Charles Pouvreau    | UDI            | 1 243        | 12,69        |             |             |        |        |
|                          | Gonzague Malherbe   | FN             | 1 204        | 12,29        | 1 028       | 10,29       | 1      | 1      |
|                          | Philippe Labansat   | DVG            | 508          | 5,18         |             |             |        |        |
|                          | Jean-Pierre Ladreyt | SE             | 397          | 4,05         |             |             |        |        |
|                          |                     |                |              |              |             |             |        |        |
| Inscrits                 | Inscrits            | Inscrits       | 16 163       | 100,00       | 16 165      | 100,00      |        |        |
| Abstentions              | Abstentions         | Abstentions    | 6 119        | 37,86        | 5 837       | 36,11       |        |        |
| Votants                  | Votants             | Votants        | 10 044       | 62,14        | 10 328      | 63,89       |        |        |
| Blancs et nuls           | Blancs et nuls      | Blancs et nuls | 252          | 2,51         | 340         | 3,29        |        |        |
| Exprimés                 | Exprimés            | Exprimés       | 9 792        | 97,49        | 9 988       | 96,71       |        |        |
| * Liste du maire sortant |                     |                |              |              |             |             |        |        |

### Lormont
- Maire sortant : Jean Touzeau (PS)
- 35 sièges à pourvoir au conseil municipal (population légale 2011 : 20 557 habitants)
- 3 sièges à pourvoir au conseil communautaire (Bordeaux Métropole)

|                          | Jean Touzeau *         | PS-PCF-EELV    | 3 119  | 60,34  | 29 | 3 |  |  |
|                          | Jean-Baptiste Defrance | FN             | 1 131  | 21,88  | 4  |   |  |  |
|                          | Richard Unrein         | UMP-UDI        | 534    | 10,33  | 1  |   |  |  |
|                          | Monica Casanova        | EXG            | 385    | 7,44   | 1  |   |  |  |
|                          |                        |                |        |        |    |   |  |  |
| Inscrits                 | Inscrits               | Inscrits       | 10 820 | 100,00 |    |   |  |  |
| Abstentions              | Abstentions            | Abstentions    | 5 491  | 50,75  |    |   |  |  |
| Votants                  | Votants                | Votants        | 5 329  | 49,25  |    |   |  |  |
| Blancs et nuls           | Blancs et nuls         | Blancs et nuls | 160    | 3,00   |    |   |  |  |
| Exprimés                 | Exprimés               | Exprimés       | 5 169  | 97,00  |    |   |  |  |
| * Liste du maire sortant |                        |                |        |        |    |   |  |  |

### Ludon-Médoc
- Maire sortant : Joseph Forter
- 27 sièges à pourvoir au conseil municipal (population légale 2011 : 4 213 habitants)
- 5 sièges à pourvoir au conseil communautaire (CC Médoc Estuaire)

|                | Benoît Simian  | PS             | 1 326 | 100,00 | 27 | 5 |  |  |
|                |                |                |       |        |    |   |  |  |
| Inscrits       | Inscrits       | Inscrits       | 3 197 | 100,00 |    |   |  |  |
| Abstentions    | Abstentions    | Abstentions    | 1 502 | 46,98  |    |   |  |  |
| Votants        | Votants        | Votants        | 1 695 | 53,02  |    |   |  |  |
| Blancs et nuls | Blancs et nuls | Blancs et nuls | 369   | 21,77  |    |   |  |  |
| Exprimés       | Exprimés       | Exprimés       | 1 326 | 78,23  |    |   |  |  |

### Macau
- Maire sortante : Chrystel Colmont-Digneau
- 27 sièges à pourvoir au conseil municipal (population légale 2011 : 3 530 habitants)
- 4 sièges à pourvoir au conseil communautaire (CC Médoc Estuaire)

|                          | Chrystel Colmont-Digneau * | DVG            | 915   | 57,40  | 22 | 3 |  |  |
|                          | Jacques Delhomme           | DVG            | 679   | 42,59  | 5  | 1 |  |  |
|                          |                            |                |       |        |    |   |  |  |
| Inscrits                 | Inscrits                   | Inscrits       | 2 500 | 100,00 |    |   |  |  |
| Abstentions              | Abstentions                | Abstentions    | 810   | 32,40  |    |   |  |  |
| Votants                  | Votants                    | Votants        | 1 690 | 67,60  |    |   |  |  |
| Blancs et nuls           | Blancs et nuls             | Blancs et nuls | 96    | 5,68   |    |   |  |  |
| Exprimés                 | Exprimés                   | Exprimés       | 1 594 | 94,32  |    |   |  |  |
| * Liste du maire sortant |                            |                |       |        |    |   |  |  |

### Marcheprime
- Maire sortant : Serge Baudy
- 27 sièges à pourvoir au conseil municipal (population légale 2011 : 4 462 habitants)
- 3 sièges à pourvoir au conseil communautaire (CA du Bassin d'Arcachon Nord)

|                          | Serge Baudy *   | DVG            | 1 339 | 55,88  | 21 | 2 |  |  |
|                          | Manuel Martinez | SE             | 1 057 | 44,11  | 6  | 1 |  |  |
|                          |                 |                |       |        |    |   |  |  |
| Inscrits                 | Inscrits        | Inscrits       | 3 375 | 100,00 |    |   |  |  |
| Abstentions              | Abstentions     | Abstentions    | 872   | 25,84  |    |   |  |  |
| Votants                  | Votants         | Votants        | 2 503 | 74,16  |    |   |  |  |
| Blancs et nuls           | Blancs et nuls  | Blancs et nuls | 107   | 4,27   |    |   |  |  |
| Exprimés                 | Exprimés        | Exprimés       | 2 396 | 95,73  |    |   |  |  |
| * Liste du maire sortant |                 |                |       |        |    |   |  |  |

### Martignas-sur-Jalle
- Maire sortant : Michel Vernejoul (PS)
- 29 sièges à pourvoir au conseil municipal (population légale 2011 : 7 207 habitants)
- 1 sièges à pourvoir au conseil communautaire (Bordeaux Métropole)

|                          | Michel Vernejoul * | PS             | 1 852 | 55,23  | 23 | 1 |  |  |
|                          | Jean-Louis Veyry   | DVD            | 1 501 | 44,76  | 6  |   |  |  |
|                          |                    |                |       |        |    |   |  |  |
| Inscrits                 | Inscrits           | Inscrits       | 5 563 | 100,00 |    |   |  |  |
| Abstentions              | Abstentions        | Abstentions    | 2 014 | 36,20  |    |   |  |  |
| Votants                  | Votants            | Votants        | 3 549 | 63,80  |    |   |  |  |
| Blancs et nuls           | Blancs et nuls     | Blancs et nuls | 196   | 5,52   |    |   |  |  |
| Exprimés                 | Exprimés           | Exprimés       | 3 353 | 94,48  |    |   |  |  |
| * Liste du maire sortant |                    |                |       |        |    |   |  |  |

### Mérignac
- Maire sortant : Michel Sainte-Marie (PS)
- 49 sièges à pourvoir au conseil municipal (population légale 2011 : 65 882 habitants)
- 10 sièges à pourvoir au conseil communautaire (Bordeaux Métropole)

| Tête de liste  | Tête de liste      | Liste          | Premier tour | Premier tour | Second tour | Second tour | Sièges | Sièges |
| Tête de liste  | Tête de liste      | Liste          | Voix         | %            | Voix        | %           | CM     | CC     |
| -------------- | ------------------ | -------------- | ------------ | ------------ | ----------- | ----------- | ------ | ------ |
|                | Alain Anziani      | PS-PCF-EELV    | 10 750       | 44,93        | 12 128      | 48,81       | 37     | 8      |
|                | Thierry Millet     | UMP-UDI        | 9 028        | 37,73        | 10 763      | 43,32       | 11     | 2      |
|                | Jean-Luc Aupetit   | FN             | 2 467        | 10,31        | 1 954       | 7,86        | 1      |        |
|                | François Minvielle | EXG            | 845          | 3,53         |             |             |        |        |
|                | Antoine Jacinto    | DVG            | 471          | 1,96         |             |             |        |        |
|                | Guillaume Perchet  | EXG            | 362          | 1,51         |             |             |        |        |
|                |                    |                |              |              |             |             |        |        |
| Inscrits       | Inscrits           | Inscrits       | 45 287       | 100,00       | 45 288      | 100,00      |        |        |
| Abstentions    | Abstentions        | Abstentions    | 20 636       | 45,57        | 19 813      | 43,75       |        |        |
| Votants        | Votants            | Votants        | 24 651       | 54,43        | 25 475      | 56,25       |        |        |
| Blancs et nuls | Blancs et nuls     | Blancs et nuls | 728          | 2,95         | 630         | 2,47        |        |        |
| Exprimés       | Exprimés           | Exprimés       | 23 923       | 97,05        | 24 845      | 97,53       |        |        |

### Mios
- Maire sortant : François Cazis (DVD)
- 29 sièges à pourvoir au conseil municipal (population légale 2011 : 7 545 habitants)
- 4 sièges à pourvoir au conseil communautaire (CA du Bassin d'Arcachon Nord)

| Tête de liste  | Tête de liste     | Liste          | Premier tour | Premier tour | Second tour | Second tour | Sièges | Sièges |
| Tête de liste  | Tête de liste     | Liste          | Voix         | %            | Voix        | %           | CM     | CC     |
| -------------- | ----------------- | -------------- | ------------ | ------------ | ----------- | ----------- | ------ | ------ |
|                | Cédric Pain       | PS             | 1 692        | 42,98        | 2 186       | 57,16       | 23     | 3      |
|                | Didier Lasserre   | DVD            | 918          | 23,32        | 1 523       | 39,82       | 6      | 1      |
|                | Christophe Privat | DVD            | 613          | 15,57        |             |             |        |        |
|                | Daniel Francois   | UDI            | 491          | 12,47        | 115         | 3,00        |        |        |
|                | Patrick Mayonnade | SE             | 222          | 5,64         |             |             |        |        |
|                |                   |                |              |              |             |             |        |        |
| Inscrits       | Inscrits          | Inscrits       | 5 730        | 100,00       | 5 728       | 100,00      |        |        |
| Abstentions    | Abstentions       | Abstentions    | 1 671        | 29,16        | 1 714       | 29,92       |        |        |
| Votants        | Votants           | Votants        | 4 059        | 70,84        | 4 014       | 70,08       |        |        |
| Blancs et nuls | Blancs et nuls    | Blancs et nuls | 123          | 3,03         | 190         | 4,73        |        |        |
| Exprimés       | Exprimés          | Exprimés       | 3 936        | 96,97        | 3 824       | 95,27       |        |        |

### Parempuyre
- Maire sortante : Béatrice De François (PS)
- 29 sièges à pourvoir au conseil municipal (population légale 2011 : 7 962 habitants)
- 1 sièges à pourvoir au conseil communautaire (Bordeaux Métropole)

| Tête de liste            | Tête de liste          | Liste          | Premier tour | Premier tour | Second tour | Second tour | Sièges | Sièges |
| Tête de liste            | Tête de liste          | Liste          | Voix         | %            | Voix        | %           | CM     | CC     |
| ------------------------ | ---------------------- | -------------- | ------------ | ------------ | ----------- | ----------- | ------ | ------ |
|                          | Béatrice De François * | PS-PCF-EELV    | 1 656        | 46,37        | 1 778       | 50,46       | 22     | 1      |
|                          | Nicole Lalanne         | UMP-UDI        | 948          | 26,54        | 1 184       | 33,60       | 5      |        |
|                          | Michel Courchinoux     | PS-PCF-EELV    | 624          | 17,47        | 561         | 15,92       | 2      |        |
|                          | Robert Blanchard       | UMP            | 343          | 9,60         |             |             |        |        |
|                          |                        |                |              |              |             |             |        |        |
| Inscrits                 | Inscrits               | Inscrits       | 5 994        | 100,00       | 5 994       | 100,00      |        |        |
| Abstentions              | Abstentions            | Abstentions    | 2 278        | 38,00        | 2 347       | 39,16       |        |        |
| Votants                  | Votants                | Votants        | 3 716        | 62,00        | 3 647       | 60,84       |        |        |
| Blancs et nuls           | Blancs et nuls         | Blancs et nuls | 145          | 3,90         | 124         | 3,40        |        |        |
| Exprimés                 | Exprimés               | Exprimés       | 3 571        | 96,10        | 3 523       | 96,60       |        |        |
| * Liste du maire sortant |                        |                |              |              |             |             |        |        |

### Pauillac
- Maire sortant : Sébastien Hournau (PS)
- 29 sièges à pourvoir au conseil municipal (population légale 2011 : 5 059 habitants)
- 8 sièges à pourvoir au conseil communautaire (CC Médoc Cœur de Presqu'île)

| Tête de liste            | Tête de liste       | Liste          | Premier tour | Premier tour | Second tour | Second tour | Sièges | Sièges |
| Tête de liste            | Tête de liste       | Liste          | Voix         | %            | Voix        | %           | CM     | CC     |
| ------------------------ | ------------------- | -------------- | ------------ | ------------ | ----------- | ----------- | ------ | ------ |
|                          | Florent Fatin       | UMP-UDI        | 877          | 42,55        | 1 195       | 54,02       | 23     | 6      |
|                          | Sébastien Hournau * | PS             | 807          | 39,15        | 1 017       | 45,97       | 6      | 2      |
|                          | Daniel Bernard      | DVG            | 377          | 18,29        |             |             |        |        |
|                          |                     |                |              |              |             |             |        |        |
| Inscrits                 | Inscrits            | Inscrits       | 3 469        | 100,00       | 3 469       | 100,00      |        |        |
| Abstentions              | Abstentions         | Abstentions    | 1 325        | 38,20        | 1 188       | 34,25       |        |        |
| Votants                  | Votants             | Votants        | 2 144        | 61,80        | 2 281       | 65,75       |        |        |
| Blancs et nuls           | Blancs et nuls      | Blancs et nuls | 83           | 3,87         | 69          | 3,02        |        |        |
| Exprimés                 | Exprimés            | Exprimés       | 2 061        | 96,13        | 2 212       | 96,98       |        |        |
| * Liste du maire sortant |                     |                |              |              |             |             |        |        |

### Pessac
- Maire sortant : Jean-Jacques Benoit (PS)
- 45 sièges à pourvoir au conseil municipal (population légale 2011 : 58 743 habitants)
- 8 sièges à pourvoir au conseil communautaire (Bordeaux Métropole)

| Tête de liste            | Tête de liste         | Liste          | Premier tour | Premier tour | Second tour | Second tour | Sièges | Sièges |
| Tête de liste            | Tête de liste         | Liste          | Voix         | %            | Voix        | %           | CM     | CC     |
| ------------------------ | --------------------- | -------------- | ------------ | ------------ | ----------- | ----------- | ------ | ------ |
|                          | Jean-Jacques Benoit * | PS-PCF-EELV    | 8 592        | 39,36        | 10 713      | 48,10       | 11     | 2      |
|                          | Franck Raynal         | UMP-UDI        | 8 138        | 37,28        | 11 556      | 51,89       | 34     | 6      |
|                          | Gérard Aupetit        | FN             | 1 971        | 9,03         |             |             |        |        |
|                          | Charles Zaiter        | SE             | 1 907        | 8,73         |             |             |        |        |
|                          | Isabelle Ufferte      | EXG            | 1 217        | 5,57         |             |             |        |        |
|                          |                       |                |              |              |             |             |        |        |
| Inscrits                 | Inscrits              | Inscrits       | 40 065       | 100,00       | 40 065      | 100,00      |        |        |
| Abstentions              | Abstentions           | Abstentions    | 17 556       | 43,82        | 16 750      | 41,81       |        |        |
| Votants                  | Votants               | Votants        | 22 509       | 56,18        | 23 315      | 58,19       |        |        |
| Blancs et nuls           | Blancs et nuls        | Blancs et nuls | 684          | 3,04         | 1 046       | 4,49        |        |        |
| Exprimés                 | Exprimés              | Exprimés       | 21 825       | 96,96        | 22 269      | 95,51       |        |        |
| * Liste du maire sortant |                       |                |              |              |             |             |        |        |

### Pineuilh
- Maire sortant : Jean-Pierre Chalard
- 27 sièges à pourvoir au conseil municipal (population légale 2011 : 4 371 habitants)
- 6 sièges à pourvoir au conseil communautaire (CC du Pays Foyen)

|                | Didier Teyssandier | DVD            | 1 576 | 77,59  | 25 | 6 |  |  |
|                | Marc Mehalleb      | PS             | 237   | 11,66  | 1  |   |  |  |
|                | Christian Peloux   | DVG            | 218   | 10,73  | 1  |   |  |  |
|                |                    |                |       |        |    |   |  |  |
| Inscrits       | Inscrits           | Inscrits       | 3 038 | 100,00 |    |   |  |  |
| Abstentions    | Abstentions        | Abstentions    | 910   | 29,95  |    |   |  |  |
| Votants        | Votants            | Votants        | 2 128 | 70,05  |    |   |  |  |
| Blancs et nuls | Blancs et nuls     | Blancs et nuls | 97    | 4,56   |    |   |  |  |
| Exprimés       | Exprimés           | Exprimés       | 2 031 | 95,44  |    |   |  |  |

### Sadirac
- Maire sortant : Alain Stival
- 27 sièges à pourvoir au conseil municipal (population légale 2011 : 3 659 habitants)
- 7 sièges à pourvoir au conseil communautaire (CC du Créonnais)

| Tête de liste  | Tête de liste         | Liste          | Premier tour | Premier tour | Second tour | Second tour | Sièges | Sièges |
| Tête de liste  | Tête de liste         | Liste          | Voix         | %            | Voix        | %           | CM     | CC     |
| -------------- | --------------------- | -------------- | ------------ | ------------ | ----------- | ----------- | ------ | ------ |
|                | Patrick Gomez         | DVD            | 768          | 41,71        | 839         | 44,04       | 6      | 1      |
|                | Daniel Coz            | DVG            | 751          | 40,79        | 846         | 44,40       | 20     | 6      |
|                | Jean-Louis Clemenceau | SE             | 322          | 17,49        | 220         | 11,54       | 1      |        |
|                |                       |                |              |              |             |             |        |        |
| Inscrits       | Inscrits              | Inscrits       | 2 762        | 100,00       | 2 763       | 100,00      |        |        |
| Abstentions    | Abstentions           | Abstentions    | 866          | 31,35        | 809         | 29,28       |        |        |
| Votants        | Votants               | Votants        | 1 896        | 68,65        | 1 954       | 70,72       |        |        |
| Blancs et nuls | Blancs et nuls        | Blancs et nuls | 55           | 2,90         | 49          | 2,51        |        |        |
| Exprimés       | Exprimés              | Exprimés       | 1 841        | 97,10        | 1 905       | 97,49       |        |        |

### Saint-André-de-Cubzac
- Maire sortante : Célia Monseigne (PS)
- 29 sièges à pourvoir au conseil municipal (population légale 2011 : 9 874 habitants)
- 10 sièges à pourvoir au conseil communautaire (CC du Grand Cubzaguais)

|                          | Célia Monseigne * | PS-PCF-EELV    | 2 034 | 53,59  | 23 | 8 |  |  |
|                          | Arnaud Bobet      | DVD            | 911   | 24,00  | 3  | 1 |  |  |
|                          | Benjamin Biroleau | UMP            | 850   | 22,39  | 3  | 1 |  |  |
|                          |                   |                |       |        |    |   |  |  |
| Inscrits                 | Inscrits          | Inscrits       | 6 717 | 100,00 |    |   |  |  |
| Abstentions              | Abstentions       | Abstentions    | 2 722 | 40,52  |    |   |  |  |
| Votants                  | Votants           | Votants        | 3 995 | 59,48  |    |   |  |  |
| Blancs et nuls           | Blancs et nuls    | Blancs et nuls | 200   | 5,01   |    |   |  |  |
| Exprimés                 | Exprimés          | Exprimés       | 3 795 | 94,99  |    |   |  |  |
| * Liste du maire sortant |                   |                |       |        |    |   |  |  |

### Saint-Aubin-de-Médoc
- Maire sortant : Christophe Duprat (UMP)
- 29 sièges à pourvoir au conseil municipal (population légale 2011 : 6 338 habitants)
- 1 sièges à pourvoir au conseil communautaire (Bordeaux Métropole)

|                          | Christophe Duprat *   | UMP-UDI        | 2 246 | 66,05  | 25 | 1 |  |  |
|                          | Didier Saintout       | DVG            | 578   | 17,00  | 2  |   |  |  |
|                          | Thierry-Jean Escarret | DVD            | 576   | 16,94  | 2  |   |  |  |
|                          |                       |                |       |        |    |   |  |  |
| Inscrits                 | Inscrits              | Inscrits       | 4 966 | 100,00 |    |   |  |  |
| Abstentions              | Abstentions           | Abstentions    | 1 443 | 29,06  |    |   |  |  |
| Votants                  | Votants               | Votants        | 3 523 | 70,94  |    |   |  |  |
| Blancs et nuls           | Blancs et nuls        | Blancs et nuls | 123   | 3,49   |    |   |  |  |
| Exprimés                 | Exprimés              | Exprimés       | 3 400 | 96,51  |    |   |  |  |
| * Liste du maire sortant |                       |                |       |        |    |   |  |  |

### Saint-Ciers-sur-Gironde
- Maire sortante : Anne-Marie Plisson
- 23 sièges à pourvoir au conseil municipal (population légale 2011 : 3 072 habitants)
- 5 sièges à pourvoir au conseil communautaire (CC de l'Estuaire)

|                          | Valérie Ducout       | DVD            | 796   | 56,89  | 18 | 4 |  |  |
|                          | Anne-Marie Plisson * | PS             | 603   | 43,10  | 5  | 1 |  |  |
|                          |                      |                |       |        |    |   |  |  |
| Inscrits                 | Inscrits             | Inscrits       | 2 351 | 100,00 |    |   |  |  |
| Abstentions              | Abstentions          | Abstentions    | 789   | 33,56  |    |   |  |  |
| Votants                  | Votants              | Votants        | 1 562 | 66,44  |    |   |  |  |
| Blancs et nuls           | Blancs et nuls       | Blancs et nuls | 163   | 10,44  |    |   |  |  |
| Exprimés                 | Exprimés             | Exprimés       | 1 399 | 89,56  |    |   |  |  |
| * Liste du maire sortant |                      |                |       |        |    |   |  |  |

### Saint-Denis-de-Pile
- Maire sortant : Alain Marois
- 29 sièges à pourvoir au conseil municipal (population légale 2011 : 5 172 habitants)
- 4 sièges à pourvoir au conseil communautaire (CA du Libournais)

| Tête de liste            | Tête de liste   | Liste          | Premier tour | Premier tour | Second tour | Second tour | Sièges | Sièges |
| Tête de liste            | Tête de liste   | Liste          | Voix         | %            | Voix        | %           | CM     | CC     |
| ------------------------ | --------------- | -------------- | ------------ | ------------ | ----------- | ----------- | ------ | ------ |
|                          | Alain Marois *  | PS-PCF-EELV    | 1 062        | 44,36        | 1 299       | 50,70       | 22     | 3      |
|                          | Chantal Dugourd | DVD            | 941          | 39,30        | 1 263       | 49,29       | 7      | 1      |
|                          | Julien Carayon  | DVD            | 391          | 16,33        |             |             |        |        |
|                          |                 |                |              |              |             |             |        |        |
| Inscrits                 | Inscrits        | Inscrits       | 3 571        | 100,00       | 3 571       | 100,00      |        |        |
| Abstentions              | Abstentions     | Abstentions    | 1 086        | 30,41        | 931         | 26,07       |        |        |
| Votants                  | Votants         | Votants        | 2 485        | 69,59        | 2 640       | 73,93       |        |        |
| Blancs et nuls           | Blancs et nuls  | Blancs et nuls | 91           | 3,66         | 78          | 2,95        |        |        |
| Exprimés                 | Exprimés        | Exprimés       | 2 394        | 96,34        | 2 562       | 97,05       |        |        |
| * Liste du maire sortant |                 |                |              |              |             |             |        |        |

### Saint-Jean-d'Illac
- Maire sortant : Jacques Fergeau (PS)
- 29 sièges à pourvoir au conseil municipal (population légale 2011 : 6 976 habitants)
- 7 sièges à pourvoir au conseil communautaire (CC Jalle Eau Bourde)

|                          | Hervé Seyve       | UMP            | 1 788 | 50,73  | 22 | 6 |  |  |
|                          | Jacques Fergeau * | DVG            | 1 736 | 49,26  | 7  | 1 |  |  |
|                          | Jean-David Eyquem | FN             | 0     | 0,00   |    |   |  |  |
|                          |                   |                |       |        |    |   |  |  |
| Inscrits                 | Inscrits          | Inscrits       | 5 438 | 100,00 |    |   |  |  |
| Abstentions              | Abstentions       | Abstentions    | 1 731 | 31,83  |    |   |  |  |
| Votants                  | Votants           | Votants        | 3 707 | 68,17  |    |   |  |  |
| Blancs et nuls           | Blancs et nuls    | Blancs et nuls | 183   | 4,94   |    |   |  |  |
| Exprimés                 | Exprimés          | Exprimés       | 3 524 | 95,06  |    |   |  |  |
| * Liste du maire sortant |                   |                |       |        |    |   |  |  |

### Saint-Laurent-Médoc
- Maire sortant : Jean-Marie Feron
- 27 sièges à pourvoir au conseil municipal (population légale 2011 : 4 278 habitants)
- 7 sièges à pourvoir au conseil communautaire (CC Médoc Cœur de Presqu'île)

|                          | Jean-Marie Feron * | DVD            | 1 118 | 52,12  | 21 | 6 |  |  |
|                          | Gérard Sirieix     | DVG            | 666   | 31,04  | 4  | 1 |  |  |
|                          | Benito Giannelli   | FN             | 361   | 16,82  | 2  |   |  |  |
|                          |                    |                |       |        |    |   |  |  |
| Inscrits                 | Inscrits           | Inscrits       | 3 155 | 100,00 |    |   |  |  |
| Abstentions              | Abstentions        | Abstentions    | 953   | 30,21  |    |   |  |  |
| Votants                  | Votants            | Votants        | 2 202 | 69,79  |    |   |  |  |
| Blancs et nuls           | Blancs et nuls     | Blancs et nuls | 57    | 2,59   |    |   |  |  |
| Exprimés                 | Exprimés           | Exprimés       | 2 145 | 97,41  |    |   |  |  |
| * Liste du maire sortant |                    |                |       |        |    |   |  |  |

### Saint-Loubès
- Maire sortant : Pierre Durand (PS)
- 29 sièges à pourvoir au conseil municipal (population légale 2011 : 8 113 habitants)
- 5 sièges à pourvoir au conseil communautaire (CC Les Rives de la Laurence)

|                          | Pierre Durand * | PS             | 2 079 | 67,87  | 25 | 5 |  |  |
|                          | Denis Mauget    | EXG            | 984   | 32,12  | 4  |   |  |  |
|                          |                 |                |       |        |    |   |  |  |
| Inscrits                 | Inscrits        | Inscrits       | 6 412 | 100,00 |    |   |  |  |
| Abstentions              | Abstentions     | Abstentions    | 2 946 | 45,95  |    |   |  |  |
| Votants                  | Votants         | Votants        | 3 466 | 54,05  |    |   |  |  |
| Blancs et nuls           | Blancs et nuls  | Blancs et nuls | 403   | 11,63  |    |   |  |  |
| Exprimés                 | Exprimés        | Exprimés       | 3 063 | 88,37  |    |   |  |  |
| * Liste du maire sortant |                 |                |       |        |    |   |  |  |

### Saint-Médard-en-Jalles
- Maire sortant : Serge Lamaison (PS)
- 35 sièges à pourvoir au conseil municipal (population légale 2011 : 28 348 habitants)
- 4 sièges à pourvoir au conseil communautaire (Bordeaux Métropole)

| Tête de liste            | Tête de liste    | Liste          | Premier tour | Premier tour | Second tour | Second tour | Sièges | Sièges |
| Tête de liste            | Tête de liste    | Liste          | Voix         | %            | Voix        | %           | CM     | CC     |
| ------------------------ | ---------------- | -------------- | ------------ | ------------ | ----------- | ----------- | ------ | ------ |
|                          | Jacques Mangon   | UMP-UDI        | 6 995        | 49,79        | 8 890       | 60,20       | 28     | 3      |
|                          | Serge Lamaison * | PS-PCF-EELV    | 5 163        | 36,75        | 5 876       | 39,79       | 7      | 1      |
|                          | Jean-Louis Pulon | FN             | 1 093        | 7,78         |             |             |        |        |
|                          | Robert Quaranta  | FG             | 797          | 5,67         |             |             |        |        |
|                          |                  |                |              |              |             |             |        |        |
| Inscrits                 | Inscrits         | Inscrits       | 21 748       | 100,00       | 21 751      | 100,00      |        |        |
| Abstentions              | Abstentions      | Abstentions    | 7 184        | 33,03        | 6 391       | 29,38       |        |        |
| Votants                  | Votants          | Votants        | 14 564       | 66,97        | 15 360      | 70,62       |        |        |
| Blancs et nuls           | Blancs et nuls   | Blancs et nuls | 516          | 3,54         | 594         | 3,87        |        |        |
| Exprimés                 | Exprimés         | Exprimés       | 14 048       | 96,46        | 14 766      | 96,13       |        |        |
| * Liste du maire sortant |                  |                |              |              |             |             |        |        |

### Saint-Seurin-sur-l'Isle
- Maire sortant : Marcel Berthomé
- 23 sièges à pourvoir au conseil municipal (population légale 2011 : 3 066 habitants)
- 2 sièges à pourvoir au conseil communautaire (CA du Libournais)

|                          | Marcel Berthomé * | DVG            | 1 117 | 100,00 | 23 | 2 |  |  |
|                          |                   |                |       |        |    |   |  |  |
| Inscrits                 | Inscrits          | Inscrits       | 2 212 | 100,00 |    |   |  |  |
| Abstentions              | Abstentions       | Abstentions    | 834   | 37,70  |    |   |  |  |
| Votants                  | Votants           | Votants        | 1 378 | 62,30  |    |   |  |  |
| Blancs et nuls           | Blancs et nuls    | Blancs et nuls | 261   | 18,94  |    |   |  |  |
| Exprimés                 | Exprimés          | Exprimés       | 1 117 | 81,06  |    |   |  |  |
| * Liste du maire sortant |                   |                |       |        |    |   |  |  |

### Saint-Sulpice-et-Cameyrac
- Maire sortant : Claude Pulcrano
- 27 sièges à pourvoir au conseil municipal (population légale 2011 : 4 419 habitants)
- 3 sièges à pourvoir au conseil communautaire (CC Les Rives de la Laurence)

|                          | Pierre Jaguenaud  | SE             | 1 260 | 58,27  | 22 | 2 |  |  |
|                          | Claude Pulcrano * | DVD            | 902   | 41,72  | 5  | 1 |  |  |
|                          |                   |                |       |        |    |   |  |  |
| Inscrits                 | Inscrits          | Inscrits       | 3 352 | 100,00 |    |   |  |  |
| Abstentions              | Abstentions       | Abstentions    | 1 086 | 32,40  |    |   |  |  |
| Votants                  | Votants           | Votants        | 2 266 | 67,60  |    |   |  |  |
| Blancs et nuls           | Blancs et nuls    | Blancs et nuls | 104   | 4,59   |    |   |  |  |
| Exprimés                 | Exprimés          | Exprimés       | 2 162 | 95,41  |    |   |  |  |
| * Liste du maire sortant |                   |                |       |        |    |   |  |  |

### Sainte-Eulalie
- Maire sortant : Hubert Laporte
- 27 sièges à pourvoir au conseil municipal (population légale 2011 : 4 622 habitants)
- 3 sièges à pourvoir au conseil communautaire (CC Les Rives de la Laurence)

|                          | Hubert Laporte * | UDI            | 1 491 | 72,20  | 24 | 3 |  |  |
|                          | Michel Blanchard | DVG            | 574   | 27,79  | 3  |   |  |  |
|                          |                  |                |       |        |    |   |  |  |
| Inscrits                 | Inscrits         | Inscrits       | 3 072 | 100,00 |    |   |  |  |
| Abstentions              | Abstentions      | Abstentions    | 927   | 30,18  |    |   |  |  |
| Votants                  | Votants          | Votants        | 2 145 | 69,82  |    |   |  |  |
| Blancs et nuls           | Blancs et nuls   | Blancs et nuls | 80    | 3,73   |    |   |  |  |
| Exprimés                 | Exprimés         | Exprimés       | 2 065 | 96,27  |    |   |  |  |
| * Liste du maire sortant |                  |                |       |        |    |   |  |  |

### Salles
- Maire sortant : Vincent Nuchy (PS)
- 29 sièges à pourvoir au conseil municipal (population légale 2011 : 6 271 habitants)
- 10 sièges à pourvoir au conseil communautaire (CC du Val de l'Eyre)

|                          | Luc Dervillé    | DVD            | 1 597 | 50,10  | 22 | 8 |  |  |
|                          | Vincent Nuchy * | PS-PCF-EELV    | 1 590 | 49,89  | 7  | 2 |  |  |
|                          |                 |                |       |        |    |   |  |  |
| Inscrits                 | Inscrits        | Inscrits       | 4 654 | 100,00 |    |   |  |  |
| Abstentions              | Abstentions     | Abstentions    | 1 287 | 27,65  |    |   |  |  |
| Votants                  | Votants         | Votants        | 3 367 | 72,35  |    |   |  |  |
| Blancs et nuls           | Blancs et nuls  | Blancs et nuls | 180   | 5,35   |    |   |  |  |
| Exprimés                 | Exprimés        | Exprimés       | 3 187 | 94,65  |    |   |  |  |
| * Liste du maire sortant |                 |                |       |        |    |   |  |  |

### Talence
- Maire sortant : Alain Cazabonne (MoDem)
- 43 sièges à pourvoir au conseil municipal (population légale 2011 : 40 763 habitants)
- 6 sièges à pourvoir au conseil communautaire (Bordeaux Métropole)

|                          | Alain Cazabonne * | UMP-UDI        | 6 122  | 50,70  | 33 | 5 |  |  |
|                          | Arnaud Dellu      | PS             | 2 898  | 24,00  | 5  | 1 |  |  |
|                          | Monique De Marco  | EELV           | 2 013  | 16,67  | 3  |   |  |  |
|                          | Bernard Conte     | EXG            | 1 041  | 8,62   | 2  |   |  |  |
|                          |                   |                |        |        |    |   |  |  |
| Inscrits                 | Inscrits          | Inscrits       | 22 305 | 100,00 |    |   |  |  |
| Abstentions              | Abstentions       | Abstentions    | 9 747  | 43,70  |    |   |  |  |
| Votants                  | Votants           | Votants        | 12 558 | 56,30  |    |   |  |  |
| Blancs et nuls           | Blancs et nuls    | Blancs et nuls | 484    | 3,85   |    |   |  |  |
| Exprimés                 | Exprimés          | Exprimés       | 12 074 | 96,15  |    |   |  |  |
| * Liste du maire sortant |                   |                |        |        |    |   |  |  |

### Tresses
- Maire sortant : Christian Soubie
- 27 sièges à pourvoir au conseil municipal (population légale 2011 : 4 241 habitants)
- 7 sièges à pourvoir au conseil communautaire (CC des Coteaux Bordelais)

|                          | Christian Soubie * | DVG            | 1 214 | 51,76  | 21 | 6 |  |  |
|                          | Axelle Balguerie   | DVD            | 1 131 | 48,23  | 6  | 1 |  |  |
|                          |                    |                |       |        |    |   |  |  |
| Inscrits                 | Inscrits           | Inscrits       | 3 345 | 100,00 |    |   |  |  |
| Abstentions              | Abstentions        | Abstentions    | 920   | 27,50  |    |   |  |  |
| Votants                  | Votants            | Votants        | 2 425 | 72,50  |    |   |  |  |
| Blancs et nuls           | Blancs et nuls     | Blancs et nuls | 80    | 3,30   |    |   |  |  |
| Exprimés                 | Exprimés           | Exprimés       | 2 345 | 96,70  |    |   |  |  |
| * Liste du maire sortant |                    |                |       |        |    |   |  |  |

### Vayres
- Maire sortante : Hélène Maidon
- 23 sièges à pourvoir au conseil municipal (population légale 2011 : 3 490 habitants)
- 7 sièges à pourvoir au conseil communautaire (CA du Libournais)

|                          | Jacques Legrand | SE             | 918   | 52,69  | 18 | 6 |  |  |
|                          | Hélène Maidon * | DVG            | 824   | 47,30  | 5  | 1 |  |  |
|                          |                 |                |       |        |    |   |  |  |
| Inscrits                 | Inscrits        | Inscrits       | 2 407 | 100,00 |    |   |  |  |
| Abstentions              | Abstentions     | Abstentions    | 584   | 24,26  |    |   |  |  |
| Votants                  | Votants         | Votants        | 1 823 | 75,74  |    |   |  |  |
| Blancs et nuls           | Blancs et nuls  | Blancs et nuls | 81    | 4,44   |    |   |  |  |
| Exprimés                 | Exprimés        | Exprimés       | 1 742 | 95,56  |    |   |  |  |
| * Liste du maire sortant |                 |                |       |        |    |   |  |  |

### Villenave-d'Ornon
- Maire sortant : Patrick Pujol (UMP)
- 35 sièges à pourvoir au conseil municipal (population légale 2011 : 28 984 habitants)
- 4 sièges à pourvoir au conseil communautaire (Bordeaux Métropole)

|                          | Patrick Pujol *  | DVD            | 7 036  | 59,97  | 29 | 3 |  |  |
|                          | Martine Jardiné  | PS-PCF-EELV    | 3 640  | 31,02  | 5  | 1 |  |  |
|                          | Patrick Bouillot | FG             | 1 055  | 8,99   | 1  |   |  |  |
|                          |                  |                |        |        |    |   |  |  |
| Inscrits                 | Inscrits         | Inscrits       | 21 028 | 100,00 |    |   |  |  |
| Abstentions              | Abstentions      | Abstentions    | 8 816  | 41,93  |    |   |  |  |
| Votants                  | Votants          | Votants        | 12 212 | 58,07  |    |   |  |  |
| Blancs et nuls           | Blancs et nuls   | Blancs et nuls | 481    | 3,94   |    |   |  |  |
| Exprimés                 | Exprimés         | Exprimés       | 11 731 | 96,06  |    |   |  |  |
| * Liste du maire sortant |                  |                |        |        |    |   |  |  |